# آپولو ۸

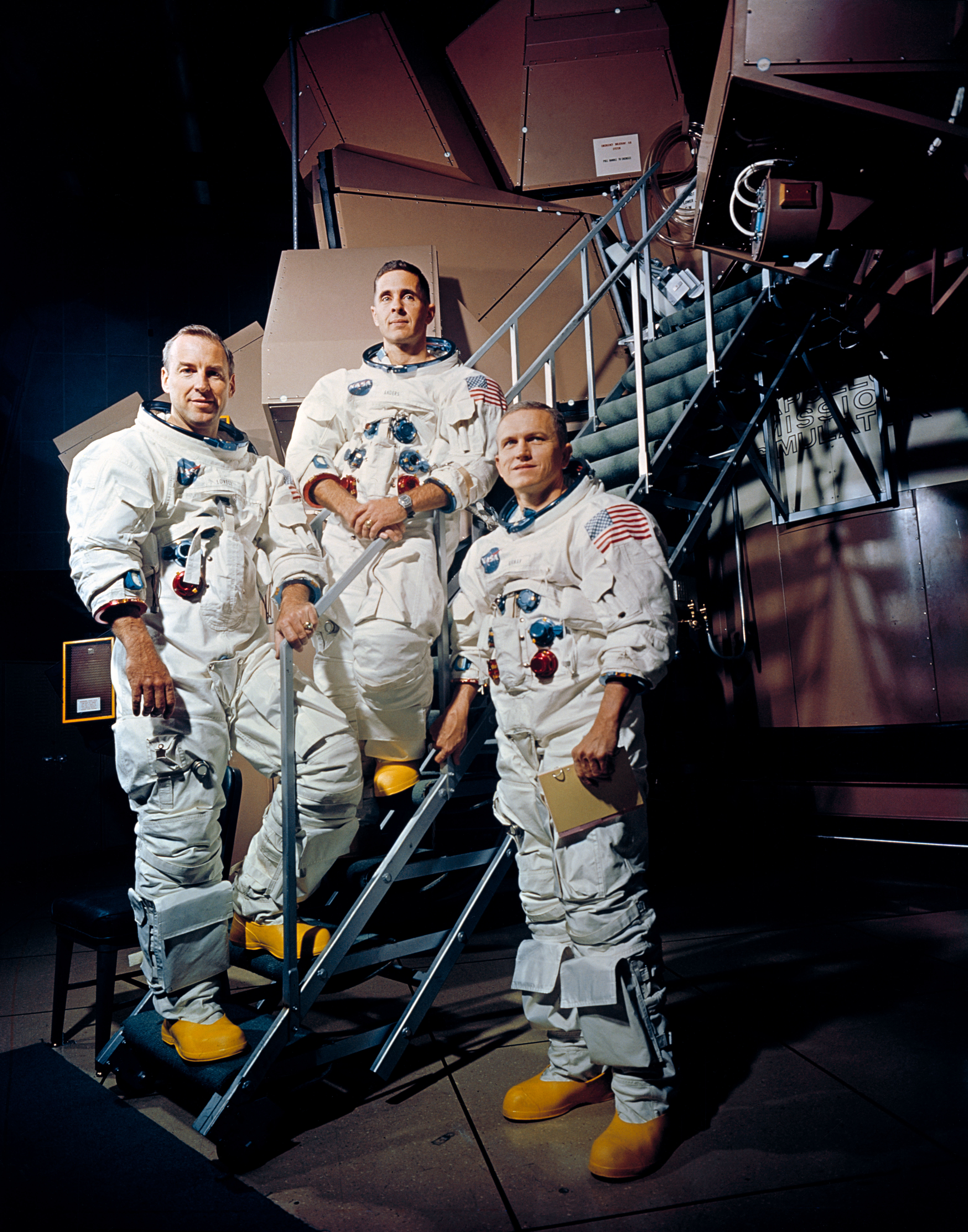
از چپ به راست: لوول، آندرس، بورمن

آپولو ۸ (به انگلیسی: Apollo 8) دومین مأموریت پرواز فضایی انسان در برنامه فضایی آپولو، در ۲۱ دسامبر سال ۱۹۶۸ پرتاب شد، و به اولین فضاپیمایی تبدیل شد که مدار زمین را ترک نمود، به ماه رسید، در مدار آن چرخید و به سلامت بر روی زمین نشست. سه فضانورد (فرمانده فرانک بورمن، خلبان سفینه فرماندهی جیم لوول، و خلبان ماه‌نشین ویلیام آندرس)، به اولین افرادی تبدیل شدند که پا به فراتر از مدار نزدیک زمین گذاشتند، زمین را به شکل سیاره‌ای کامل دیدند، به‌طور مستقیم سمت پنهان ماه را مشاهده کردند، و شاهد طلوع زمین گشتند. مأموریت ۱۹۶۸، سومین پرتاب موشک ساترن ۵ و اولین پرتابی که بشر را حمل می‌کرد، اولین پرتاب فضاپیمای دارای انسان از پایگاه فضایی کندی در فلوریدا بود که در مجاورت پایگاه نیروی هوایی کیپ کاناورال قرار داشت.
این برنامه در اصل به عنوان آپولو ۹ تدارک دیده شده بود، تا به عنوان دومین آزمایش فضاپیمای آپولوی کامل در اوایل سال ۱۹۶۹ به مدار بیضوی متوسط زمین پرتاب شود، که شامل ماه‌نشین آپولو و سفینه فرماندهی و خدمات آپولو می‌شد. زمانی که معلوم شد ماه‌نشین آپولو در دسامبر سال ۱۹۶۸ آماده انجام اولین فرود آزمایشی خود از مدار نزدیک زمین نمی‌باشد، در اوت همان سال تصمیم بر آن شد که آپولو ۸ در دسامبر، بدون ماه‌نشین، به عنوان مأموریتی بلندپروازانه به دور ماه انجام گیرد. این بدان معنا بود که خدمه بورمن مجبورند دو تا سه ماه زودتر از موعد مقرر زمین را ترک کنند و فرصت کمتری برای تمرین و آماده‌سازی برایشان باقی مانده‌است، لذا در آن مرحله، توجه بیشتری به مدیریت زمان و نظم نمودند.
۳ روز طول کشید تا آپولو ۸ به ماه برسد. این سفینه در مدت ۲۰ ساعت، ۱۰ بار به دور ماه چرخید، و در طول این مدت، خدمه از طریق پخش تلویزیونی برنامه شب کریسمس را اجرا کردند و ده آیه از سفر پیدایش را خواندند. این پخش، در عصر خود، رکورد پربیننده‌ترین برنامه تلویزیونی تاریخ را، به خود اختصاص داد. آپولو ۸ مسیر را برای آپولو ۱۱ هموار ساخت تا هدف جان اف. کندی، رئیس‌جمهور آمریکا مبنی بر «فرود انسان قبل از پایان دهه ۶۰»، عملی شود. فضانوردان آپولو ۸ در تاریخ ۲۷ دسامبر سال ۱۹۶۸ به زمین بازگشتند و فضاپیمای آنان در اقیانوس آرام شمالی فرود آمد. در سال ۱۹۶۸، خدمه این فضاپیما عنوان «مرد سال» مجله تایم را به خود اختصاص دادند.

## خدمه
موقعیت/فضانورد
فرمانده/فرانک بورمن دومین و آخرین سفر فضایی
خلبان سفینه فرماندهی/جیم لوول سومین سفر فضایی
خلبان ماه‌نشین آپولو/ویلیام آندرس تنها سفر فضایی
خلبان ماه‌نشین آپولو عنوان رسمی سومین موقعیت خلبان در مأموریت‌های بلوک دو بود، که هیچ ارتباطی با وجود یا عدم وجود ماه‌نشین آپولو نداشت.
این خدمه در میان مأموریت‌های دوران قبل از شاتل، منحصر به فرد بود، فرمانده با تجربه‌ترین عضو خدمه نبود، زیرا لوول پیش از این دو بار در جمینای ۷ و جمینای ۱۲ سفر فضایی را تجربه کرده بود. همچنین این اولین مأموریتی بود که در آن فضانوردی که قبلاً سابقه فرماندهی سفینه را برعهده داشت، در این مأموریت فرمانده نبود، زیرا لوول قبلاً فرمانده جمینای ۱۲ بود.

### خدمه پشتیبان
موقعیت/فضانورد
فرمانده/نیل آرمسترانگ
خلبان سفینه فرماندهی/باز آلدرین
خلبان ماه‌نشین آپولو/فرد هایسه
در یک مأموریت قمری، وظیفه خلبان سفینه فرماندهی، ناوبری است، در حالی که خلبان ماه‌نشین نقش مهندس پرواز را برعهده دارد، و حتی اگر ماه‌نشین آپولو وجود نداشته باشد، مسئول بازرسی تمام سیستم‌های فضاپیماست
در اصل لوول در تیم خدمه کمکی آپولو قرار داشت و مایکل کالینز خدمه اصلی بود. با این وجود، در ژوئیه سال ۱۹۶۸، او به دلیل فتق دیسک بین مهره‌ای به زیر تیغ جراحی رفت و از همراهی بقیه بازماند.
باز آلدرین در اصل در تیم خدمه پشتیبان، به عنوان خلبان ماه‌نشین‌ها حاضر بود. زمانی که لوول به خدمه اصلی پیوست، هیچ‌کس تجربه کافی در سفینه فرماندهی و خدمات آپولو-۱۰۳ (فضاپیمایی که برای این مأموریت استفاده شد) را نداشت، لذا آلدرین خلبان سفینه فرماندهی شد و فرد هایسه جای او را گرفت. در آپولو ۱۱، نیل آرمسترانگ به عنوان فرمانده به ماه فرستاده شد، آلدرین به پست خلبانی ماه‌نشین بازگشت و کالینز خلبان سفینه فرماندهی شد.

### کنترل مأموریت
تیم‌های مأموریت کنترل از روی زمین شامل فضانوردان تیم کمکی، مدیران پرواز غیر فضانورد و کارکنانشان بود. اعضای تیم کمکی برای مأموریت پرواز آموزش نمی‌دیدند، اما قادر بودند در ملاقات‌ها به جای فضانوردان حضور یابند و در برنامه‌ریزی جزئیات مأموریت شرکت کنند، درحالی که خدمه اصلی و پشتیبان آموزش می‌دیدند. آن‌ها همچنین به‌طور مستقیم با خدمه در ارتباط بودند. در آپولو ۸، این خدمه شامل جان اس. بول، ونس براند، جرالد پی کار و کن متینگلی بود. تیم‌های کنترل مأموریت از روی زمین روزانه در سه شیفت کاری انجام وظیفه می‌کردند و هر شیفت به وسیله یک مدیر پرواز هدایت می‌شد. مدیران آپولو ۸ شامل کلیفرد چارلزورث (تیم سبز)، گلین لونی (تیم سیاه)، و میلتون ویندلر (تیم قرمز) بودند.

### نشان مأموریت
یک نشان مثلثی شکل، به صورت نمادین شکل سفینه فرماندهی آپولو را نشان می‌دهد. این نشان یک عدد ۸ لاتین قرمز رنگ را نشان می‌دهد که به دور زمین و ماه حلقه زده است و علاوه بر شماره مأموریت، طبیعت آن را که گردش به دور ماه می‌باشد نشان می‌دهد. در روی عدد ۸ قرمز رنگ نام سه فضانورد نوشته شده‌است.
طرح اولیه این نشان به وسیله جیم لوول توسعه یافته بود. این ایده زمانی به ذهن لوول رسید که او در پرواز نورثرپ تی-۳۸ تالن از کالیفرنیا به هیوستون بود، درست اندکی بعد طراحی دوباره مأموریت برای چرخش به دور ماه. طراحی گرافیکی این نشان را یک هنرمند و انیمیشن ساز هیوستونی به نام ویلیام بردلی انجام داد.

## برنامه‌ریزی
آپولو ۴ و آپولو ۶، دو مأموریت بدون سرنشین آزمایشی با موشک پرتابی ساترن ۵ بودند که در مدار زمین از محصول بلوک یک مدلی بدون سرنشین سفینه فرماندهی و خدمات آپولو استفاده می‌کردند. آپولو ۷ که برای اکتبر ۱۹۶۸ برنامه‌ریزی شده بود، یک مأموریت سرنشین‌دار بود که در مدار زمین صورت گرفت و اهداف مأموریت “C. ” را تکمیل کرد.

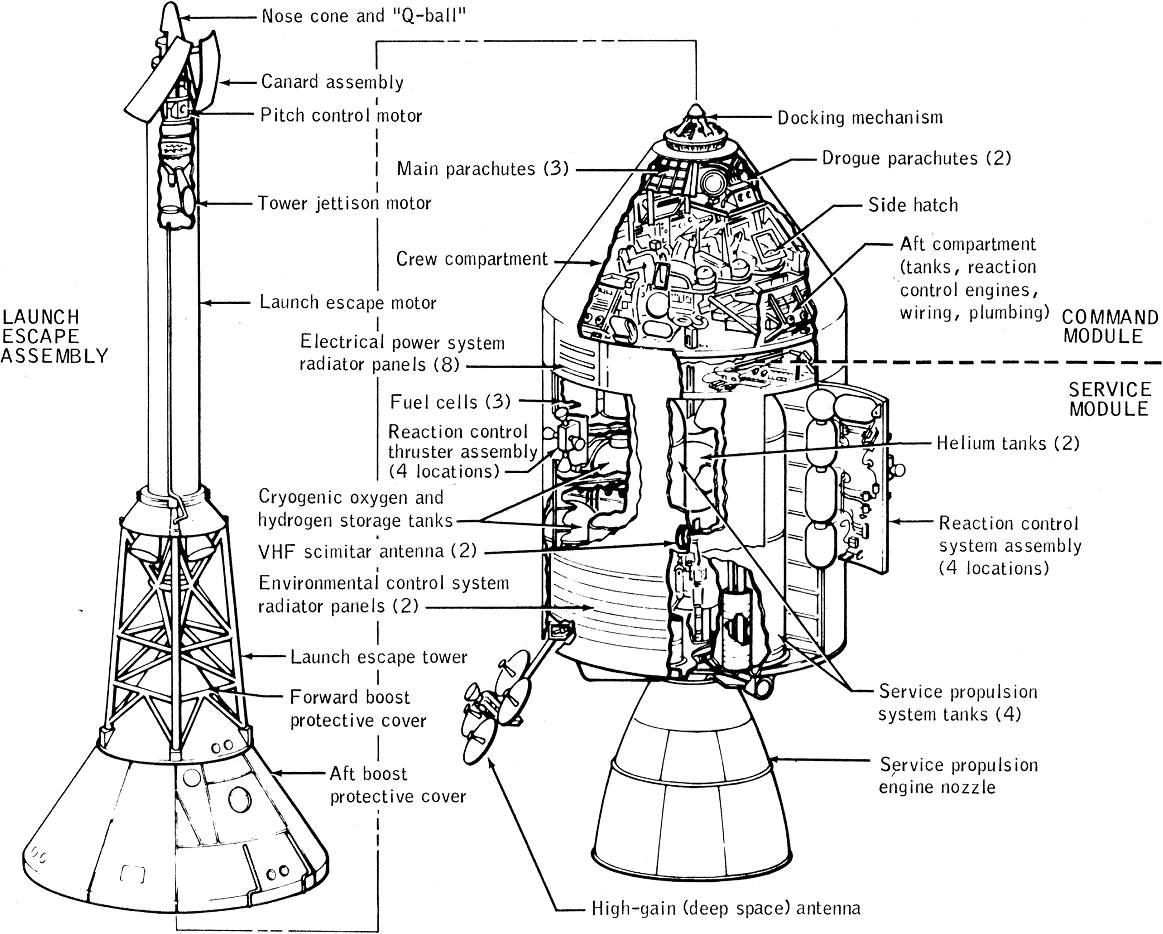
طرح سفینه فرماندهی و خدمات آپولو

مأموریت‌های بعدی به آمادگی ماه‌نشین بستگی داشت. در ابتدا آپولو ۸ به عنوان مأموریت "D." برنامه‌ریزی شده بود تا با خدمه جیمز مک‌دیویت، دیوید اسکات، راستی شوایکارت، ماه‌نشین را در مدار نزدیک زمین تست کنند، و خدمه بورمن، قرار بود در مأموریت "E." پرواز کنند، که این مأموریت با عنوان آپولو ۹، یک تست دقیق‌تر در مدار بیضوی متوسط زمین بود، و در اوایل سال ۱۹۶۹ به وقوع پیوست.
اما تولید ماه‌نشین به تعویق افتاد، و زمانی که ماه‌نشین آپولو ۸ در ژوئیه ۱۹۶۸ در دماغه کارناوال، سر رسید، نقص‌های بسیاری مشاهده شد، و موجب شد گرومن، پیمانکار رهبری ماه‌نشین، بیان کند که اولین ماه‌نشین آپولو حداقل تا فوریه ۱۹۶۹ آماده نخواهد بود. این به معنای تأخیر در مأموریت "D." و مأموریت‌های بعدی بود، و هدف فرود یک ماه‌نشین قبل از ۱۹۶۹ را به تأخیر انداخت.
جرج لو، رئیس اداره برنامه فضاپیمای آپولو، رد ماه اوت پیشنهاد داد با وجود تأخیر در ماه‌نشین، برنامه مسیر خود را ادامه دهد. از آن جا که سفینه فرماندهی و خدمات آپولو، سه ماه زودتر از ماه‌نشین آماده می‌شد، در دسامبر ۱۹۶۸، تنها مأموریت سفینه فرماندهی و خدمات عملی گشت. در عوض، به جای تکرار مأموریت "C." آپولو ۷، سفینه فرماندهی و خدمات به ماه فرستاده می‌شد و در مدار ان قرار می‌گرفت. همچنین این مأموریت جدید به ناسا اجازه می‌داد فرایندهای فرود بر ماه را امتحان کند، درحالی که طبق برنامه، این آزمایش‌ها به پروژه آپولو ۱۰ و مأموریت "F." مربوط بود. این همچنین بدین معناست که مأموریت مربوط به مدار متوسط زمین ("E.") مورد نیاز نیست. تنها نتیجه بد این بود که مأموریت "D." به تأخیر افتاد.

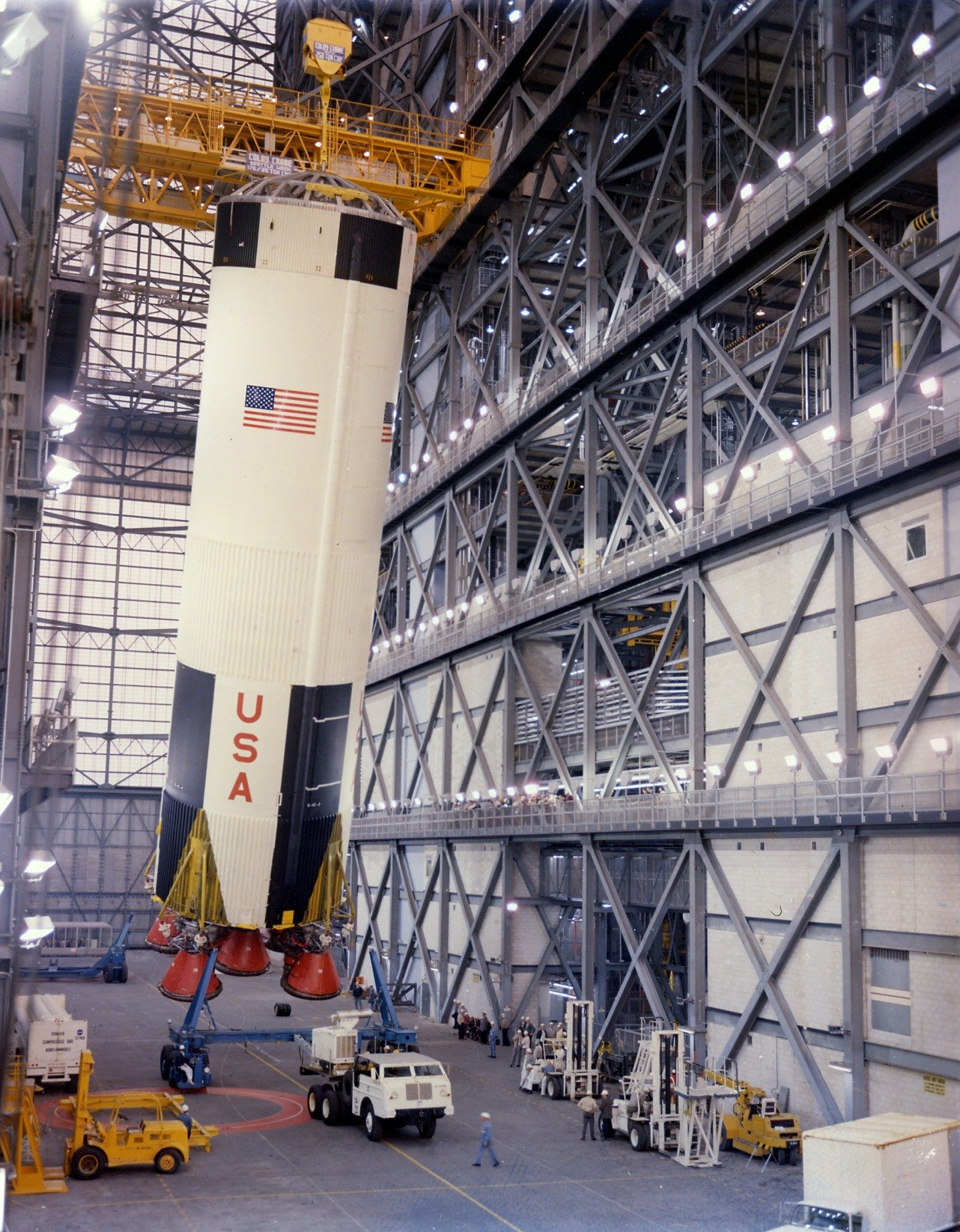
اولین مرحله AS-503، که در یک فوریه سال ۱۹۶۸، اجزای آن به شکل عمودی سوار شدند.

تقریباً تمام مدیران ارشد ناسا با این مأموریت جدید موافق بودند، و هم به سخت‌افزار و پرسنل، و هم به پتانسیل تقویت روحیه سفرهای اطراف ماه اعتماد داشتند. تنها کسی نیاز داشت متقاعد شود، جیمز ای وبب، مدیر ناسا بود. با توجه به پشتیبانی سایر افراد جیمز، او نهایتاً تغییر مأموریت را تصویب کرد. این مأموریت از نوع "D."، به "C-اصلی" تغییر یافت، اما در مدیریت وبب، به عنوان گردش به دور زمین معرفی می‌شد. تا ۱۲ نوامبر، یعنی سه هفته بعد از موفقیت گردش آپولو ۷ به دور زمین و ۴۰ روز قبل از پرتاب آپولو ۸، هیچ اطلاع‌رسانی عمومی صورت نگرفت.
با تغییر مأموریت آپولو ۸، دیک اسلایتون، مدیر عملیات خدمه پرواز، تصمیم گرفت خدمه مأموریت‌های D و E را جابجا کند. این موضوع همچنین به معنای تغییر فضاپیماها بود، به‌طوری‌که خدمه بورمن نیاز داشتند از CSM-103 استفاده کنند، درحالی که خدمه مک‌دویت، از CSM-104 بهره می‌بردند.
در ۱۰ سپتامبر، خدمه وارد شبیه‌ساز فضایی شدند تا آماده پرواز شوند. زمانی که آپولو ۸ پرتاب شد، هریک از فضانوردان، برای هر ساعت از پرواز، هفت ساعت تمرین کرده بودند. اگرچه تمام خدمه در تمام زمینه‌ها آموزش دیده بودند، اما نیاز به تخصصی کردن مأموریت وجود داشت. بورمن به عنوان فرمانده، آموزش دیده بود تا فضاپیما را در زمان بازگشت به جو کنترل کند. لوول نیز آموزش دیده بود تا در زمان قطع ارتباط با زمین، سفینه را ناوبری کند. وظیفه آندرس نیز بررسی عملکرد قسمت‌های مختلف فضاپیما بود.
آنچه که سبب فشار اضافی بر برنامه آپولو شد تا هدف فرود خود در سال ۱۹۶۹ را عملی سازد، پرواز برخی موجودات مانند لاک‌پشت روسی به دست اتحاد جماهیر شوروی بود که طبق آن زوند ۵، به دور ماه چرخید و در ۲۱ سپتامبر روی زمین نشست. رایزنی‌های فراوانی در ناسا صورت گرفت و نتیجه بر آن شد که قبل از پالان سال ۱۹۶۸، مشابه برنامه زوند، آنان نیز آماده فرستادن انسان شوند.
خدمه آپولو ۸ که در بخش خدمه مرکز فضایی کندی ساکن بودند، شب قبل از پرواز با چارلز لیندبرگ و همسرش آنا مارو لیندبرگ ملاقاتی داشتند. آنان در آن شب در این باره صحبت کردن که چگونه لیندبرگ، توانست با یک رشته نخ، در پرواز ۱۹۲۷ خود، از آسمان، فاصله بین نیویورک و پاریس را اندازه‌گیری کند و سوخت مورد نیازش را تخمین بزند. کل این سوخت برابر یک دهم سوختی بود که ساترن ۵ در هر دقیقه می‌سوزاند. روز بعد، آقا و خانم لیندبرگ پرتاب آپولو ۸ را از تپه‌ای نزدیک، مشاهده کردند.

## ساترن ۵

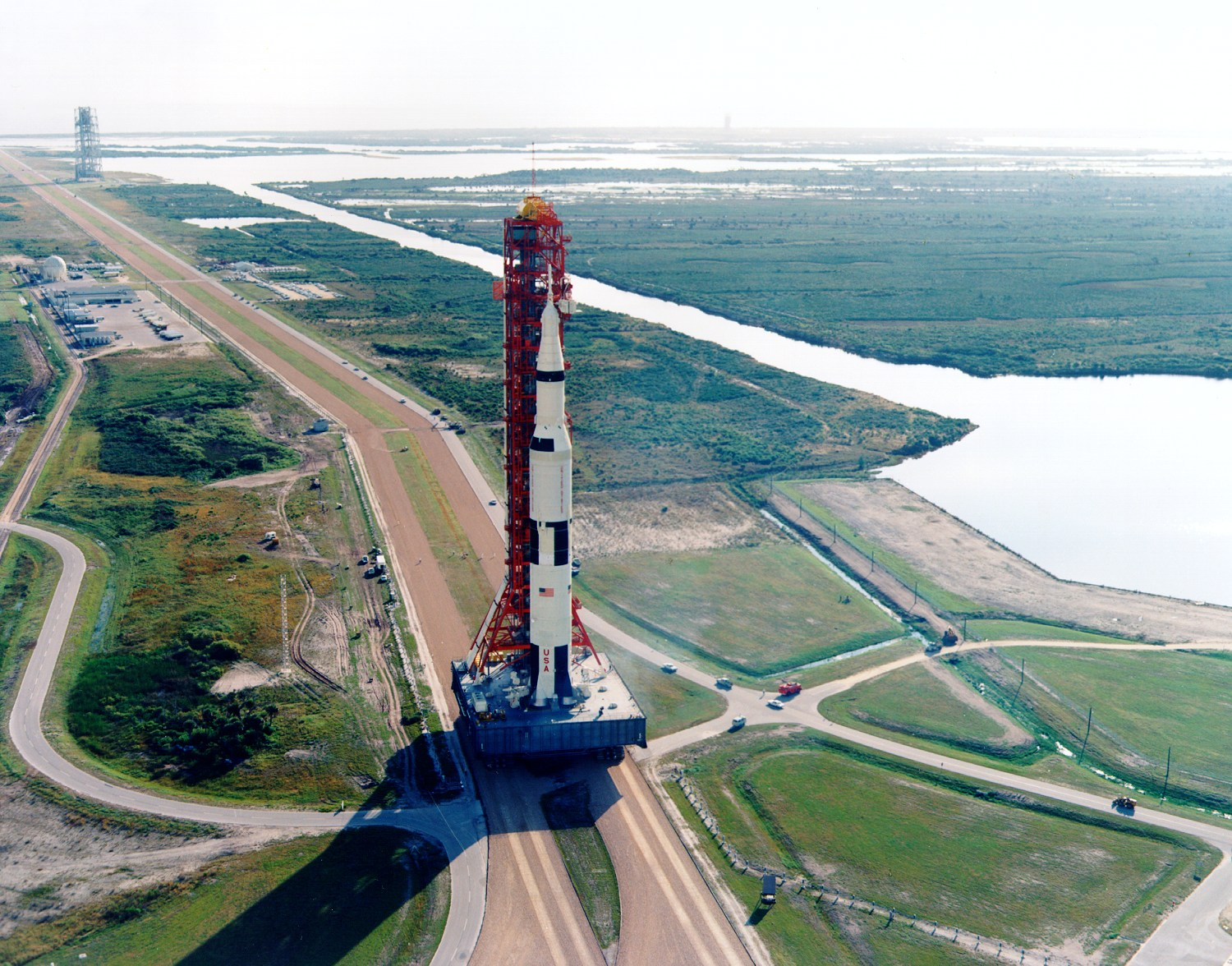
ساترن ۵ آپولو ۸ که به سمت مجتمع پرتاب ۳۹ پایگاه فضایی کندی حمل می‌شود.

موشک ساترن ۵ که در آپولو ۸ مورد استفاده قرار گرفت، نام مخصوص SA-503 یا «سومین» مدل سترن ۵ را به خود اختصاص داده بود، تا در برنامه سترن-آپولو مورد استفاده قرار گیرد. زمانی که اجزای این موشک به‌طور عمودی روی هم سوار شدند، به نظر می‌رسید این موشک برای یک پرواز آزمایشی بدون سرنشین به کار خواهد رفت که سفینه فرماندهی و خدمات را حل می‌کند. آپولو ۶ در پرتاب خود در آوریل ۱۹۶۸ با چند مشکل جدی روبه‌رو شد، از جمله نوسان پوگو در مرحله اول، دو بار شکست موتور در مرحله دوم، و عدم موفقیت در روشن شدن دوباره موتور در هنگام گردش به دور مدار در مرحله سوم. مدیران ناسا بدون اطمینان از برطرف شدن مشکلات، نمی‌توانستند خطر انجام یک مأموریت سرنشین‌دار را به جان بخرند، مگر آن که درستی ساترن ۵ را در یک مأموریت بدون سرنشین، آزمایش می‌کردند.
تیم‌هایی از مرکز پروازهای فضایی مارشال، پیش رفتند تا بر روی این مشکل کار کنند. یکی از مشکلات اصلی نوسان پوگو بود که نه تنها مانع از کارکرد صحیح موتور می‌شد، بلکه نیروی گرانش قابل توجهی را به فضانوردان وارد می‌کرد. یک نیروی کاری از طرف پیمان‌کاران، نمایندگان ناسا، و محققان مرکز پروازهای فضایی مارشال، نتیجه گرفتند که موتورها در فرکانسی مشابه فرکانس نوسانی فضاپیما، نوسان می‌کنند، که این موضوع موجب ایجاد پدیده تشدید و نوسان در موشک‌ها می‌شود. برای جذب این نوسانات، سیستمی نصب شد که از گاز هلیم استفاده می‌کرد.
یکی دیگر از موضوعات مهم از کارافتادن سه موتور در طول پرواز بود. محققان دریافتند که مسیر نفوذ سوخت هیدروژن، در زمان قرار گرفتن سفینه در خلأ، پاره، و موجب کاهش فشار سوخت بر موتور شماره دو شده بود. زمانی که سیستم خاموشی اتوماتیک سعی کرد دریچه هیدروژن مایع را ببندد و موتور شماره دو را خاموش کند، به‌طور تصادفی و به دلیل اتصال اشتباه سیمی، دریچه اکسیژن مایع موتور شماره سه را نیز بست. در نتیجه موتور شماره سه، یک ثانیه پس از خاموش شدن موتور شماره دو خاموش شد. تحقیقات بعدی نشان داد که مشکلی مشابه در موتور مرحله سه روی داده بود-خط جرقه‌زنی معیوب. تیم با امید جلوگیری از بروز مشکلی مشابه در پرتاب‌های بعدی، خطوط جرقه‌زنی و لوله‌های سوخت‌رسانی را اصلاح کرد.
تیم راه‌حل‌های خود را در اوت سال ۱۹۶۸ در مرکز پروازهای فضایی مارشال آزمایش کرد. یک دستگاه جذب ضربه به موشک وصل شده بود تا راه‌حل تیم را در مقابل مشکل نوسان ارزیابی کند، همچنین این موشک به سیستم سوخت‌رسانی جدید مجهز شده بود تا مقاومت آن در برابر نشتی و پارگی در خلأ مشخص شود. زمانی که مدیران ناسا از حل مشکلات اطمینان حاصل کردند، این اجازه را دادند تا در مأموریت سرنشین‌دار از SA-503 استفاده شود.
در ۲۱ سپتامبر، فضاپیمای آپولو ۸ بر روی موشک سوار شد، و در تاریخ ۹ اکتبر، موشک ۳ مایل (۵ کیلومتر) تا سکوی پرتاب حمل شد. تست‌ها به‌طور مداوم در سراسر دسامبر صورت گرفتند از جمله آن‌ها می‌توان به تست‌های بررسی آمادگی موشک از تاریخ ۵ تا ۱۱ دسامبر اشاره کرد. آخرین تست بررسی اصلاحات مربوط به نوسان پوگو، پارگی سیستم سوخت‌رسانی، و خطوط بد جرقه‌زنی، در روز ۱۸ دسامبر روی داد، یعنی سه روز قبل از موعد پرتاب.

## مأموریت

### خلاصه پارامتر

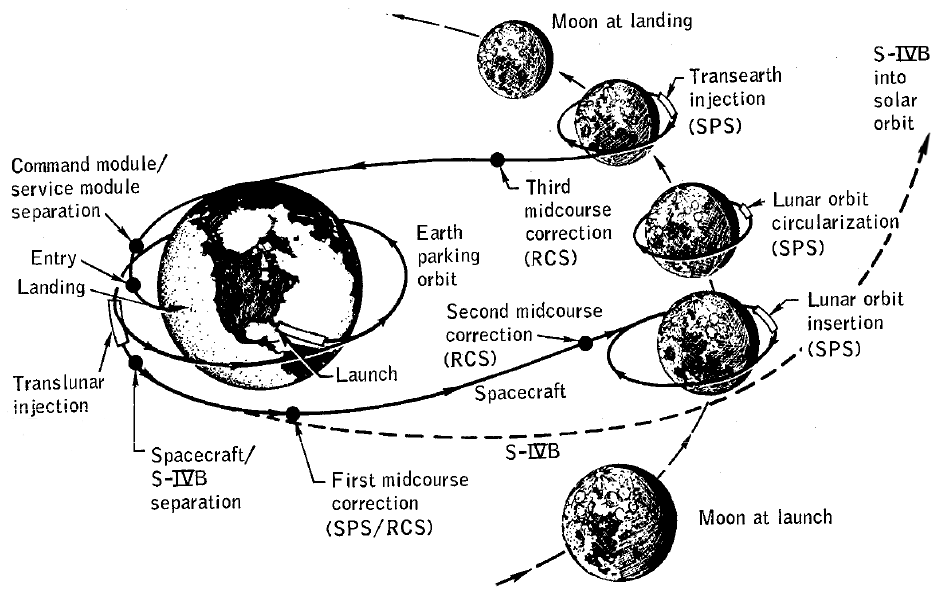
۲۱ دسامبر، ۱۹۶۸، ۱۲:۵۱ (ساعت هماهنگ جهانی): پرتاب —۱۵:۴۷ (۲ ساعت و ۵۶ دقیقه): تزریق به سمت مدار ماه
۲۴ دسامبر، ۰۹:۵۹ (۲ روز و ۲۱ ساعت و ۰۸ دقیقه): ملحق شدن به مدار ماه
۲۵ دسامبر، ۰۶:۱۰ (۳ روز و ۱۷ ساعت و ۱۹ دقیقه): تزریق به سمت زمین
۲۷ دسامبر، ۱۵:۳۷ (۶ روز و ۰۲ ساعت و ۴۶ دقیقه): ورود دوباره به جو —۱۵:۵۱ (۶ روز و ۰۳ ساعت و ۰۰ دقیقه): آب‌فرود..

آپولو ۸ به عنوان اولین فضاپیمای سرنشین‌داری که به دور بیش از یک جرم آسمانی می‌چرخید، مشخصات آن نیاز به مجموعه‌ای از پارامترهای دورانی مختلفی داشت که به وسیله یک مانور تزریق جدا می‌شد. مأموریت آپولو با گردش ۱۸۵ کیلومتری به دور زمین آغاز می‌شد. آپولو ۸ با اوج ۱۸۵٫۱۸ کیلومتر و حضیض ۱۸۴٫۱۴ کیلومتر، و با زاویه انحراف ۳۲٫۵۱ درجه از استوا و تناوب مداری ۸۸٫۱۹ دقیقه وارد مدار نزدیک زمین شد. نیروی محرکه در طول ۲ ساعت و ۴۴ دقیقه و ۳۰ ثانیه، اوج را ۱۱٫۹ کیلومتر افزایش داد.
سپس با روشن شدن S-IVB به مدت ۳۱۸ ثانیه، در مرحله سوم، مانور دور ماه آغاز می‌شد، که در آن شتاب حرکت فضاپیما برابر ۲۸۸۱۷ متر بر مجذور ثانیه، سرعت مداری آن ۷۷۹۳ متر بر ثانیه و سرعت تزریقش ۱۰۸۲۲ متر بر ثانیه بود، که موجب ثبت رکورد بیشترین سرعتی که بشر نسبت به زمین بدان دست یافته‌است شد. این سرعت اندکی کمتر از سرعت گریز زمین (۱۱۲۰۰ متر بر ثانیه) بود، اما موجب شد آپولو ۸ در مدار دراز بیضوی زمین قرار گیرد، یعنی نقطه‌ای که جاذبه ماه می‌توانست آن را به سمت خود بکشاند.
مدار استاندارد مربوط به چرخش آپولو در ۱۱۰ کیلومتری سطح آن قرار داشت. الحاق مدار داخلی ماه بیضی شکل و با اوج ۱۱۱٫۱ کیلومتر و حضیض ۳۱۲٫۱ کیلومتر بود، که ۱۲ درجه نسبت به خط استوای ماه انحراف داشت. سپس در مداری ۱۱۲٫۴ کیلومتر در ۱۱۰٫۶ کیلومتری با مدت دوران ۱۲۸٫۷ دقیقه کامل می‌شد. تأثیر مرکز ثقل ماه بر گردش فضاپیما بیش از آن چیزی بود که در ابتدا پیش‌بینی می‌شد؛ پیش‌بینی شده بود که در یک دوره بیست و چهار ساعته مسیر ۱۱۷٫۸ کیلومتر در ۱۰۸٫۵ کیلومتری را طی کند.
آپولو ۸ به حداکثر فاصله ۳۷۷۳۴۹ کیلومتری زمین رسید.

### پرتاب و مانور در دور ماه

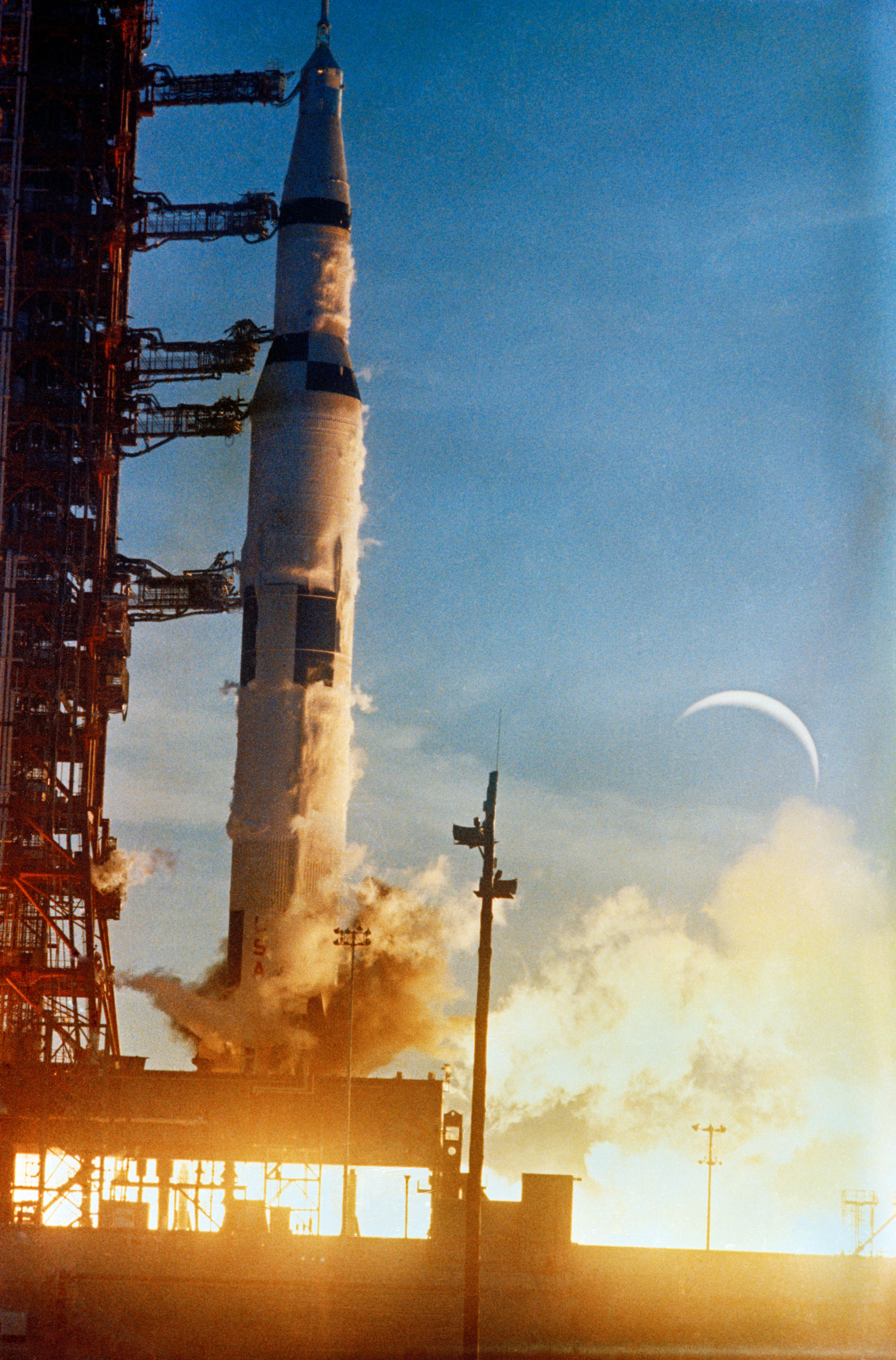
آپولو ۸ در طول پرتاب، با نوردهی دوگانه ماه، که در آن زمان قابل رویت نبود.

آپولو ۸ در ساعت ۷:۵۱:۰۰ در منطقه زمانی شرقی در ۲۱ دسامبر سال ۱۹۶۸، و با استفاده از پرتاب سه مرحله‌ای ساترن ۵ متشکل از S-IC, S-II، و S-IVB پرتاب شد تا به مدار زمین برسد. مرحله پرتاب تنها با سه مشکل کوچک روبه‌رو شد: موتور مرحله اول ۰٫۷۵ درصد عملکردش پایین‌تر از مقدار عادی بود، و موجب شد موتور ۲٫۴۵ ثانیه بیشتر از مقدار برنامه‌ریزی شده روشن باشد، و در انتهای زمانی که موتور دوم روشن بود، موشک تحت نوسان پوگو قرار گرفت. فرانک بورمن تخمین می‌زند میزان نوسان ۱۲ هرتز بوده‌است.
تمام سه مرحله موشک در طول پرتاب صورت گرفتند؛ S-IC و S-II در طول پرتاب جدا شدند. S-IC در اقیانوس اطلس و ۳۰°۱۲′N 74°۷′W و S-II در ۳۱°۵۰′N 37°۱۷′W اتفاق افتاد. سومین مرحله پرتاب در رسیدن فضاپیما به مدار زمین کمک کرد، اما زمان تزریق به دور ماه و حرکت فضا پیما به سمت مدار ماه به فضاپیما چسبیده بود.
زمانی که فضاپیما در مدار زمین قرار داشت، خدمه آن و تیم مرکز کنترل مأموریت کریستوفر کرفت، ۲ ساعت و ۳۸ دقیقه به‌طور مداوم مشغول بررسی فضاپیما بودند تا اطمینان حاصل کنند که همه چیز سالم و آماده حرکت به سمت مدار ماه است. اجرای صحیح مرحله سوم خیلی حیاتی بود: در آخرین مأموریت بدون سرنشین، S-IVB نتوانست موتورها را بار دیگر برای رفتن به سمت مدار ماه روشن کند.
سه عضو تیم کمکی، به‌طور مستقیم و با برنامه‌ای چرخشی از روی زمین با خدمه اصلی در ارتباط بودند. این افراد تنها کسانی بودند که به‌طور مداوم با خدمه ارتباط برقرار می‌کردند. بعد از آغاز ارتباط رادیویی بین فضاپیما و زمین، مایکل کالینز اولین عضو تیم کمکی بود که به مدت ۲ ساعت و ۲۷ دقیقه و ۲۲ ثانیه با خدمه در ارتباط بود، «آپولو ۸، به سمت مدار ماه حرکت کنید.» این مکالمه حاکی از این است که تیم کنترل مأموریت به آپولو ۸ اجازه می‌دهد به سمت ماه حرکت کند. در طول ۱۲ دقیقه قبل از آغاز مرحله سوم، خدمه آپولو ۸ مشغول انجام بررسی‌های لازم فضاپیما و S-IVB شدند. موتور به موقع روشن شد و مأموریت شروعی امیدوارانه داشت.
بعد از اینکه S-IVB وظیفه خود را به اتمام رساند، از فضاپیما جدا شد. سپس خدمه، فضاپیما را چرخاندند تا از مرحله پشت سر قرار گرفته، تعدادی عکس بگیرند و سپس به همراه آن شروع به پرواز کردند. زمانی که خدمه فضاپیما را چرخاندند، برای اولین بار زمین را دیدند که در حال دور شدن از آن بودند. این اولین باری بود که بشر تمام کره زمین را به چشم خود دید. بورمن نگران بود که S-IVB به سفینه فرماندهی و خدمات آپولو خیلی نزدیک است، و به تیم کنترل مأموریت پیشنهاد داد خدمه مانوری جدا اجرا کنند. تیم کنترل مأموریت پیشنهاد داد که فضاپیما با نشانه‌گیری زمین، از پیشرانه سیستم کنترل عکس‌العمل مربوط به سفینه فرماندهی استفاده کند و با سرعت ۰٫۹۱ متر بر ثانیه از زمین دور گردد، اما بورمن نمی‌خواست دید S-IVB را از دست دهد. تیم کنترل مأموریت و خدمه، بعد از بحث، تصمیم گرفتند در همین مسیر حرکت کنند، اما سرعت ۲٫۷ متر بر ثانیه را به کار گرفتند. این بحث‌ها سبب شد خدمه یک ساعت از برنامه خود عقب بمانند.
تیم کنترل مأموریت، بعد از پنج ساعت، فرمانی به تقویت‌کننده S-IVB فرستاد تا سوخت باقی‌مانده را از طریق زنگ موتور خارج کند و مسیر تقویت‌کننده را تغییر دهد. سپس S-IVB از ماه عبور کرد و وارد مدار خورشید شد، و هیچ خطری را برای آپولو ۸ ایجاد ننمود. S-IVB متعاقباً وارد واحد نجومی ۰٫۹۹ در ۰٫۹۲ مدار خورشیدی شد که دوره گردشش به دور خورشید ۳۴۰٫۸۰ روز بود.
خدمه آپولو ۸ اولین افرادی بودند که از کمربند وان آلن در فاصله ۲۴۰۰۰ کیلومتری زمین عبور کردند. دانشمندان پیش‌بینی می‌کردند عبور از کمربند با سرعتی به فراوانی سرعت فضاپیما می‌تواند سبب ایجاد تشعشعی شود که مقدار آن همانند پرتو ایکس یا یک میلی‌گری است (انسان به‌طور میانگین سالانه ۲ تا ۳ میلی‌گری دریافت می‌کند). برای ثبت دوز دقیق تشعشع، به هر خدمه، دوزیمتری وصل شده بود که اطلاعات را به زمین می‌فرستاد و در نتیجه مجموع تشعشع هر خدمه معین می‌گشت. در پایان این مأموریت، این خدمه تشعشع میان‌گین ۱٫۶ میلی‌گری را تجربه کردند.
بعد از پرتاب سفینه به سوی مدار ماه، ساترن IVB مرحله سه به جسمی به درد نخور تبدیل شد که قرار است برای سال‌های طولانی به دور خورشید بچرخد. طبق بررسی‌های سال ۲۰۱۳، این موشک هنوز در مدار قرار دارد.

### مسیر ماه

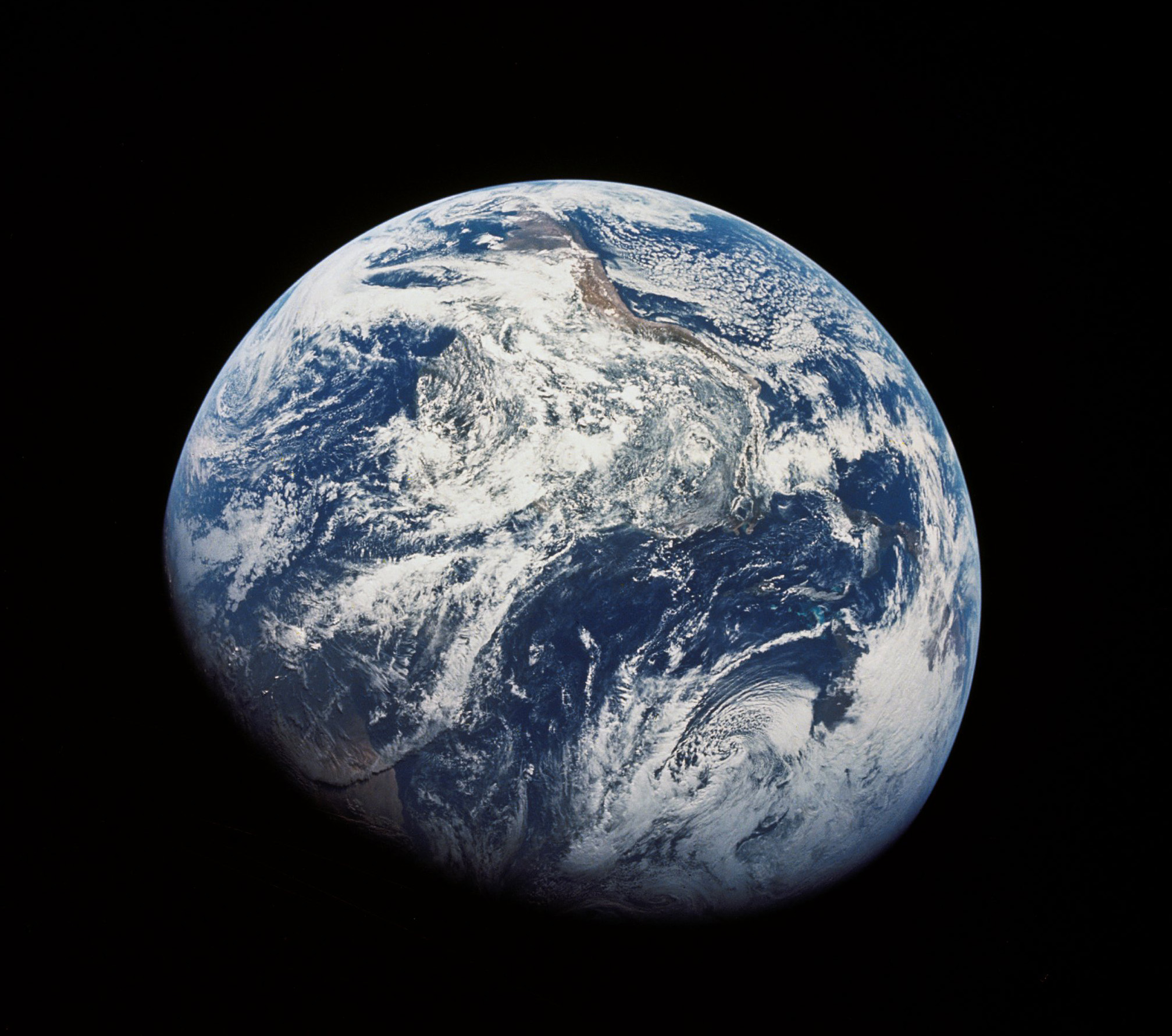
اولین عکسی که بشر از کل کره زمین گرفته‌است، احتمالاً عکاس آن ویلیام آندرس بوده‌است.

وظیفه اصلی جیم لوول به عنوان خلبان سفینه فرماندهی هدایت‌گری بود. اگرچه تیم کنترل مأموریت تمام محاسبات مربوط به ناوبری سفینه را انجام می‌دادند، لازم بود عضوی از خدمه قادر باشد به عنوان هدایت‌گر عمل کند تا در صورت قطع ارتباط سفینه با تیم مأموریت کنترل فضاپیما را در دست گیرد. لوول به وسیله رویت ستارگان جهت‌یابی می‌کرد و از سکستانتی استفاده می‌نمود که بر روی فضاپیما ساخته شده بود، و زاویه بین یک ساره و افق زمین (یا ماه) را اندازه می‌گرفت. این وظیفه کار دشواری بود، زیرا ابر بزرگی از مواد باقی‌مانده در اطراف در اطراف فضاپیما شامل خرابه‌های S-IVB تشخیص ستارگان را دشوار می‌ساخت.
به دلیل موضوعات دور شدن از S-IVB و عدم دید درست ستارگان به وسیله لوول، در هفت ساعت اول مأموریت، خدمه یک ساعت و ۴۰ دقیقه از برنامه پرواز عقب افتادند. اکنون خدمه فضاپیما را در کنترل حرارتی منفعل (PTC) قرار دادند، که به عنوان نقش «باربکیو» شناخته می‌شد. کنترل حرارتی منفعل سبب می‌شود فضاپیما در هر ساعت یک بار به دور محور طولانی خود بچرخد تا از توزیع گرما در سراسر سطح فضاپیما اطمینان حاصل شود. در نور مستقیم دمای فضا پیما تا ۲۰۰ درجه سانتی‌گراد افزایش می‌یابد، درحالی که بخش تاریک فضاپیما به دمای -۱۰۰ درجه می‌رسد. این اختلاف دما می‌تواند موجب ترک یا حرکت پوشش حرارتی یا انفجار شود. به دلیل دشواری ایجاد تعادل، فضاپیما در واقع یک سطح مخروطی را جاروب می‌کند. به این دلیل که الگوی مخروط رفته رفته بزرگ‌تر می‌شود، خدمه موظفند هر نیم‌ساعت تنظیماتی جزئی انجام دهند.
اولین اصلاح میان‌دوره‌ای بعد از ۱۱ ساعت فرا رسید. تست‌های روی زمین نشان دادند احتمال کمی وجود دارد که موتور سفینه فرماندهی و خدمات آپولو در اثر روشن بودن برای مدتی طولانی، منفجر شود، مگر آن‌که محفظه احتراق پوشانده شود. روشن کردن موتور برای مدتی کوتاه می‌تواند این پوشش را ایجاد کند. اولین احتراق اصلاحی کوتاه‌مدت، تنها ۲٫۴ ثانیه به طول انجامید و حدوداً ۶٫۲ متر بر ثانیه به سرعت حرکت بازگشتی (در مسیر حرکت) افزود. این تغییر کمتر از مقدار پیش‌بینی شده، یعنی ۷٫۶ متر بر ثانیه بود، زیرا حباب هلیم در خطوط اکسیدکننده فشاری کمتر از فشار سوخت مورد انتظار ایجاد می‌نمود. خدمه برای جبران آن، از پیشرانه‌های کوچک استفاده کردند. به دلیل صحیح بودن مسیر آپولو ۸، دو اصلاح میان‌دوره دیگر عملی نشدند.
با گذشت ۱۱ ساعت از پرواز، خدمه به مدت ۱۶ ساعت بیدار بودند. ناسا قبل از پرواز تصمیم گرفته بود که در هر لحظه از سفر، حداقل یک فضانورد بیدار باشد تا به مشکلات محتمل رسیدگی کند. بورمن اولین نفری بود که قرار شد بخوابد، اما به دلیل صداهای رادیویی و مکانیکی، خوابیدن برای او سخت شد.

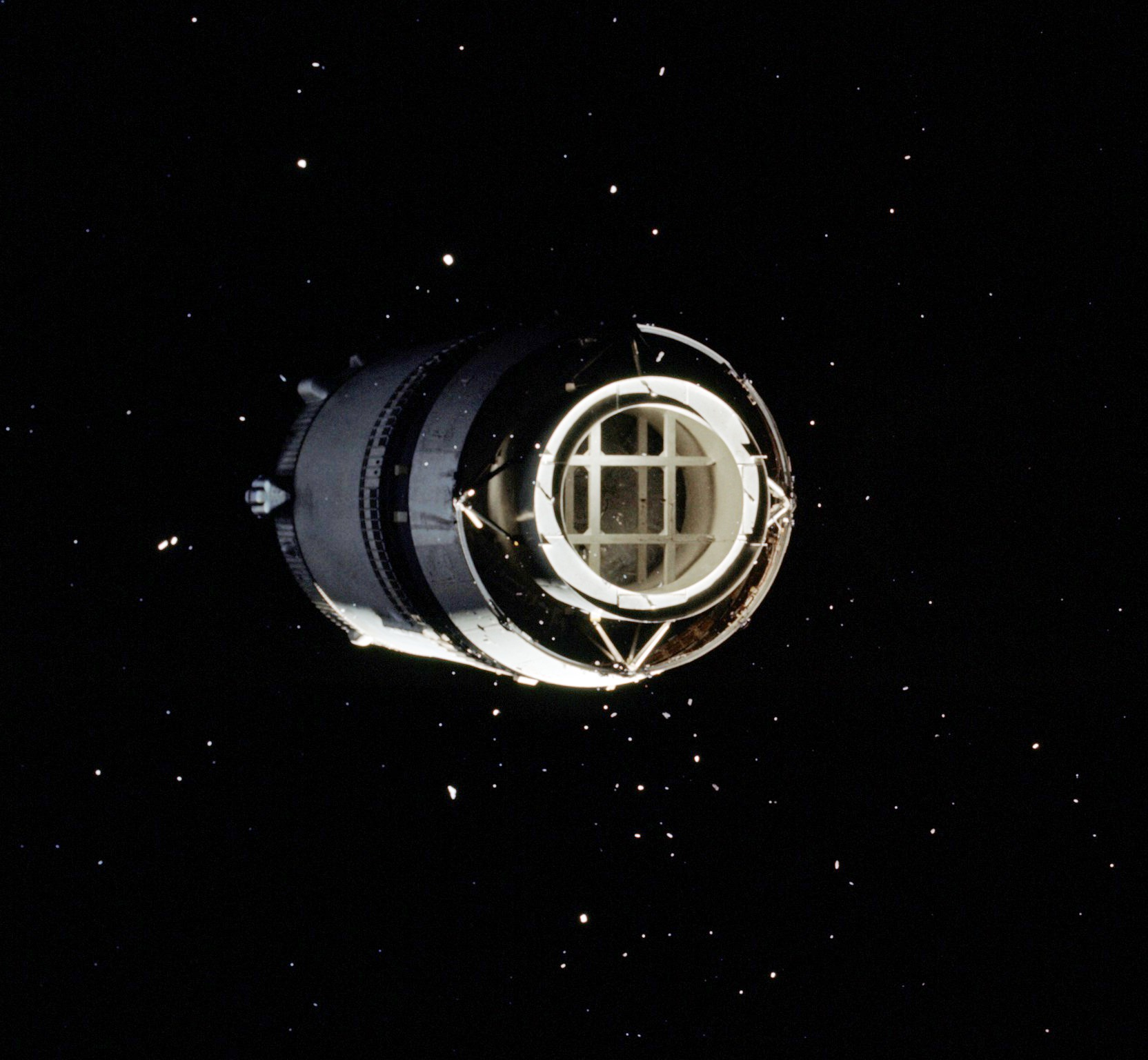
مرحله S-IVB آپولو ۸، اندکی پس از جدایی.

او یک ساعت پس از شروع فرصت خوابیدن، درخواست قرص خواب نمود. اما قرص تأثیر چندانی نداشت. نهایتاً او خوابش برد ولی وقتی که بیدار شد حالش چندان خوب نبود. او دو بار استفراغ و یک بار اسهال کرد و سبب شد که فضاپیما مملو از ذرات استفراغ و مدفوع گردد. خدمه تمام تلاش خود را برای تمیز کردن سفینه انجام دادند. بورمن در ابتدا تصمیم گرفته بود که دیگران را از وضعیت بیماریش مطلع نکنند، اما لوول و آندرس تمایل داشتند موضوع را به تیم کنترل مأموریت گزارش کنند. خدمه تصمیم گرفتند از وسیله ثبت داده‌ها استفاده کنند، وسیله‌ای صدا را روی یک نوار ضبط می‌کرد و با سرعت بالا به زمین می‌فرستاد. تیم کنترل مأموریت بعد از دریافت توصیفات بیماری بورمن اطلاع دادند که پیام دریافت شده‌است و گفته‌های نوار را ارزیابی خواهند نمود.
خدمه آپولو و پرسنل پزشکی تیم کنترل مأموریت با استفاده از اتاق خالی طبقه دوم (دو اتاق کنترل جدا در طبقات دوم و سوم وجود داشت که تیم مأموریت تنها از یکی استفاده می‌کرد) کنفرانسی را برگزار کردند. شرکت‌کنندگان در کنفرانس تصمیم گرفتند که نگرانی چندانی وجود ندارد، بیماری بورمن یا همان‌طور که خودش گفته است آنفلوانزای ۲۴ ساعته یا پاسخی به قرص خواب می‌باشد. اکنون محققان اعتقاد دارند که او از سندرم سازگاری فضایی رنج می‌برد، بیماری که یک سوم فضانوردان در روز اول خود در فضا بدان گرفتار می‌شوند، و علت آن سازگاری سیستم دهلیزی با بی‌وزنی است. سندرم سازگاری فضایی در سفرهای فضایی قبلی (برنامه فضایی مرکوری و پروژه جمینای) رویت نشده بود، زیرا کابین‌هایی که فضانوردان آن سفرها می‌توانستند در آن‌ها آزادانه حرکت کنند، کوچک بود. فضای بیشتر در کابین فضانوردان، آزادی بیشتری برای آنان فراهم کرد، و موجب ایجاد علایمی از بیماری‌های فضایی در برومن و بعدها در راستی شوایکارت، فضانورد آپولو ۹ شد.

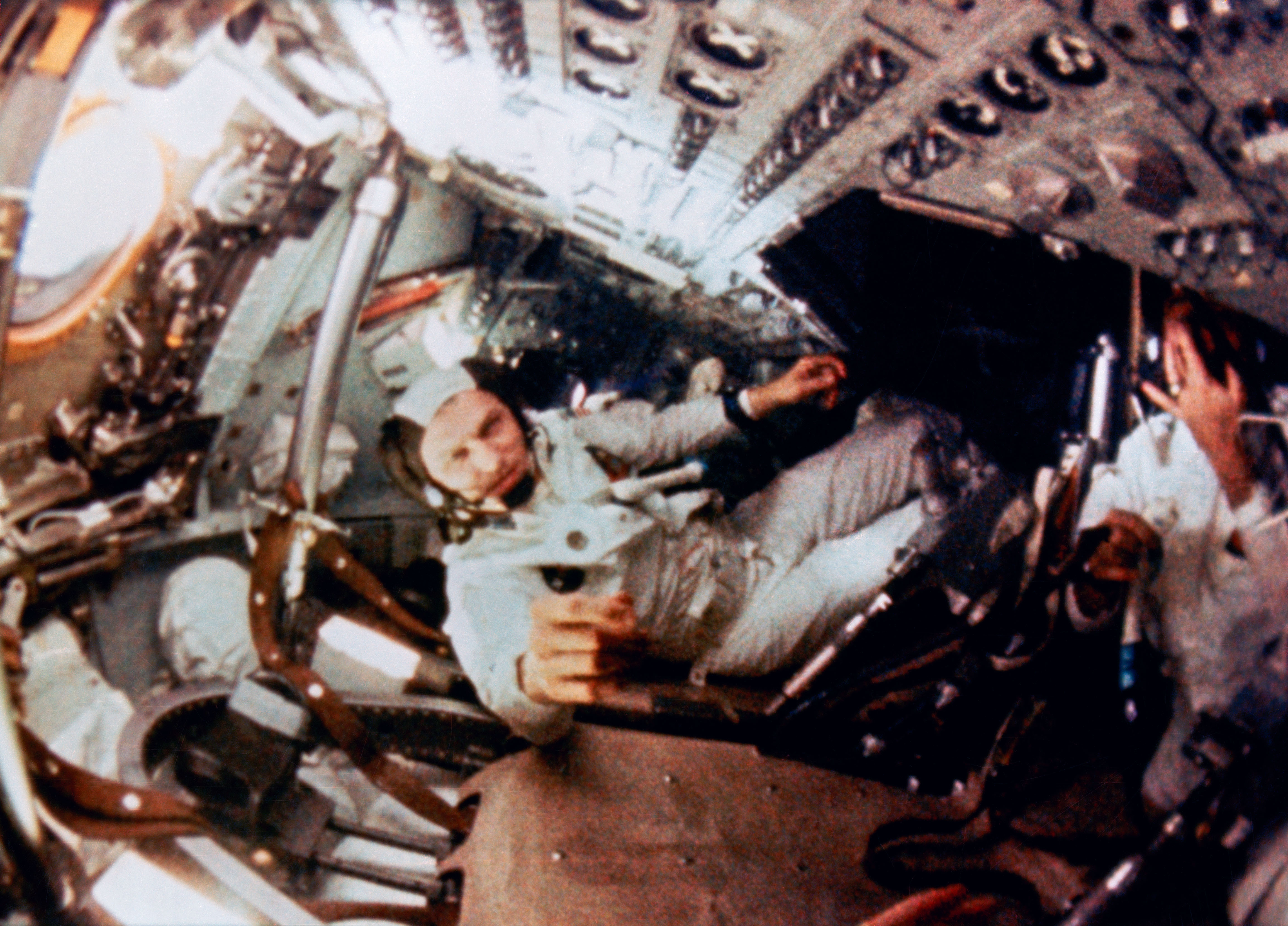
تصویری که فضانوردان در مدار ماه از خود گرفته‌اند؛ فرانک بورمن در مرکز قرار دارد.

فاز گردیدن، قسمت نسبتاً بی‌حادثه پرواز بود، و فضانوردان تنها بررسی کردند که سفینه به خوبی کار می‌کند و آن‌ها در مسیر خود قرار دارند. در طول این زمان، ناسا یک برنامه تلویزیونی را از پرواز ۳۱ ساعته آن‌ها پس از پرتاب، برنامه‌ریزی کرد. خدمه آپولو ۸ از دروبین دو کیلوگرمی استفاده کردند که سیاه و سفید بود. این دوربین دو عدسی داشت، یک لنز واید و یک لنز تله فوتو.
خدمه در طول اولین پخش، چرخی در داخل سفینه زدند و سعی کردند زمین را از داخل آن نشان دهند. با این وجود، سختی فیلم‌برداری با لنز زاویه محدود و بدون مانیتوری که تصاویر را نشان دهد، باعث شد فیلم‌برداری از زمین غیرممکن گردد. به علاوه، تصویر زمین توسط منبع شفاف و بدون فیلتر اپتیکی اشباع شد. در نهایت، تنها چیزی که بینندگان قادر به مشاهده بودند، حبابی روشن بود. بعد از ۱۷ دقیقه پخش، چرخش فضاپیما سبب شد که آنتن با گیرندگی بالا خارج از مسیر ایستگاه‌های دریافت روی زمین قرار گیرد و مخابره درحالی تمام شد که لوول تولد مادرش را به ایشان تبریک گفت.
در این زمان، خدمه به‌طور کامل شیفت‌های خوابی برنامه‌ریزی شده را رها کرده بودند. لوول ۳۲ و نیم ساعت پس از پرتاب به تخت خواب رفت (با ۳ و نیم ساعت تأخیر). اندکی بعد، آندرس نیز با مصرف یک قرص خواب به لوول پیوست.
خدمه در بیشتر زمان گردش خارجی به دور ماه، قادر به دیدن آن نبودند. دو عامل سبب شد که امکان دیده شدن ماه از داخل فضاپیما وجود نداشته باشد: سه عدد از پنج پنجره با روغن‌های خارج شده از درزگیر سیلیکونی کدر شده بودند، و جهت‌گیری برای کنترل دمایی منفعل عامل دیگر بود. خدمه برای اولین بار زمانی قادر به دیدن ماه شدند که فضاپیما به پشتشان رفت. این بار خدمه دوربین‌ها را به فیلترهای اپتیکی مجهز کردند تا قدر باشند با استفاده از لنز تله فوتو، تصویر درستی از زمین نمایان کنند. خدمه زمان خود را صرف توصیف زمین، چیزهایی که دیده می‌شدند، و رنگ‌های که به چشم می‌خوردند، کردند. این مخابره ۲۳ دقیقه به طول انجامید.

### حوزه قمری تأثیر
آپولو ۸ دومین پخش تلویزیونی را در ۵۵ ساعت پز از پرتاب نمایش داد. با گذر ۵۵ ساعت و ۴۰ دقیقه از آغاز پرواز، خدمه آپولو ۸ به اولین افرادی تبدیل شدند که تحت تأثیر جاذبه یک جرم آسمانی دیگر قرار گرفتند. به عبارتی دیگر نیروی گرانش وارده از ماه به آپولو ۸ بیشتر از نیروی وارده از سمت زمین بود. در این زمان آپولو ۸ در فاصله ۶۲۳۷۷ کیلومتری ماه قرار داشت و سرعتش نبست به ماه، ۱۲۲۰ متر بر ثانیه بود. این لحظه تاریخی برای خدمه جذابیت اندکی داشت، زیرا آنان نسبت به سکوی پرتاب مرکز فضایی کندی، مشغول محاسبه مسیر خود بودند. آنان این کار را تا زمان انجام آخرین اصلاح میان‌دوره‌ای ادامه دادند، آخرین صلاح انتقال به چارچوب مرجع بر اساس گرایش ایدئال برای احتراق موتور دوم بود که در مدار ماه صورت می‌گرفت. تنها ۱۳ ساعت به قرارگرفتن در مدار ماه باقی‌مانده بود.
آخرین رویداد اصلی قبل از ملحق شدن به مدار ماه، یک اصلاح دوره متوسط دومی بود. این اصلاح، یک حرکت بازگتشی (برخلاف مسیر حرکت) بود که سرعت فضاپیما را تا ۰٫۶۱ متر بر ثانیه کاهش داد، و به‌طور مؤثری کمترین فاصله‌ای که فضاپیما باید برای عبور از ماه طی می‌کرد کاهش داد. دقیقاً بعد از ۶۱ ساعت، خدمه در ارتفاع ۳۸۹۰۰ کیلومتری از سطح ماه، RCS را به مدت ۱۱ ثانیه روشن کردند. آن‌ها اکنون می‌توانستند از ۱۱۵٫۴ کیلومتر از سطح ماه عبور کنند.
بعد از گذر ۶۴ ساعت از پرتاب، خدمه مرحله اول ملحق شدن به ماه را آغاز کردند. این مانور باید به درست اجرا می‌شد و به دلیل مکانیک مداری در قسمت تاریک ماه روی می‌داد، بنابرین ارتباط فضاپیما با زمین قطع می‌شد. بعد از نظر سنجی تیم کنترل مأموریت دربارهٔ رفتن یا نرفتن، در ۶۸امین ساعت به خدمه گفته شد که بروند و «و بهترین پرنده را پیش برند». در ۶۸ ساعت و ۵۸ دقیقه بعد از پرتاب، آپولو ۸ به پشت ماه رفت و ارتباط رادیویی آن با زمین قطع شد.
ده دقیقه قبل از اولین مرحله ملحق شدن به ماه، خدمه آپولو ۸ آخرین بررسی سیستم‌های فضاپیما را انجام دادند و مطمئن شدند تمام انتقال‌ها به درستی صورت گرفته‌است. آنان در آن زمان به اولین نگاه اجمالی از ماه دست یافتند. آن‌ها در حال پرواز بر فراز پشت ماه بودند، و لوول اولین کسی بود که سطح منور ماه را مشاهده کرد. احتراق این مرحله ۲ دقیقه به طول کشید، لذا خدمه وقت زیادی برای مشاهده این منظره نداشتند.

### مدار ماه
در لحظه ۶۹ ساعت و ۸ دقیقه و ۱۶ ثانیه پس از پرتاب، SPS به مدت ۴ دقیقه و ۱۳ ثانیه روشن شد و آپولو ۸ را در مدار ماه قرار داد. خدمه این مدت را طولانی‌ترین ۴ دقیقه عمر خود توصیف کردند. اگر این احتراق دقیقاً همان زمان تعیین شده را طی نمی‌کرد، ممکن بود سفینه در مدار بالای بیضوی ماه قرار گیرد، یا حتی به فضای بی‌پایان پرتاب شود. اگر مدت احتراق بیشتر طول می‌کشید، ممکن بود سفینه به ماه برخورد کند. آنان پس از اطمینان از شرایط فضاپیما این فرصت را پیدا کردند که به مدت ۲۰ ساعت، نظاره‌گر ماه باشند.
روی زمین، تیم کنترل مأموریت به صبر کردن ادامه دادند. اگر خدمه موتور را روشن نمی‌کردند یا مدت روشن بودن موتور برابر با اندازه مورد نظر نبود، خدمه زودتر از وقت موعد از پشت ماه خارج می‌شدند. با این وجود، این زمان فرا رسید و آپولو ۸ دوباره ظاهر نشد. درست در زمان محاسبه شده، سیگنال‌هایی از فضاپیما دریافت شد، که نشان می‌داد سفینه در مدار ۳۱۱۱ در ۱۱۱٫۸ کیلومتری اطراف ماه قرار دارد.
لوول بعد ارائه گزارشی از شرایط فضاپیما، اولین توصیف خود را از سطح ماه بیان کرد:
- ماه در اصل خاکستری است؛ رنگی ندارد، شبیه سنگ گچ یا نوعی شن خاکستری ساحل. ما جزئیات زیادی نمی‌بینیم. دریای باروزی آن قدر که از روی زمین برجسته است، از اینجا برجسته دیده نمی‌شود. تفاوت زیادی بین آن و دهانه‌های آتشفشانی اطراف وجود ندارد. تمام دهانه‌های اطراف خاموشند. تعداد اندکی از آن‌ها وجود دارد، و برخی از آن‌ها تازه ترند. برخی از آن‌ها (به خصوص دهانه‌های گرد) شبیه مکان برخورد یک شهاب‌سنگ یا اجرام پرتابی مشابه‌اند. دهانه لنگرنوس یک دهانه کاملاً بزرگ‌تر است؛ این دهانه یک مخروط مرکزی دارد.[۳۳]

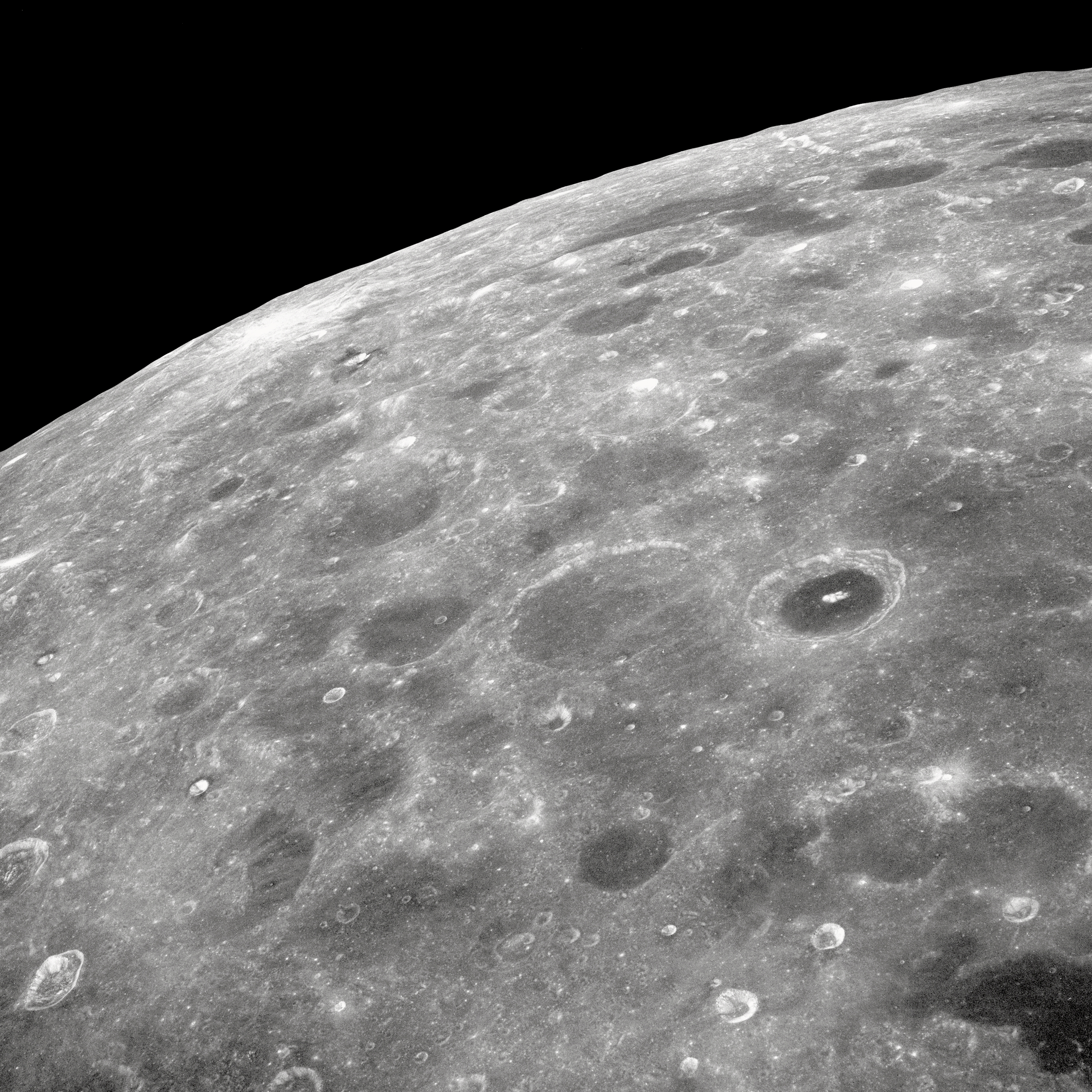
بخشی از سمت پنهان ماه، که از آپولو ۸ دیده می‌شد.

لوول به توصیف بخشی که از بالای آن گذشتند، ادامه داد. یکی از مأموریت‌های اصلی خدمه عملیات شناسایی مکان‌های مناسب برای فرود در آینده، به ویژه مکانی در دریای آسایش که محل فرود آپولو ۱۱ بود. زمان پرتاب آپولو ۸ بهترین فرصت را برای دیدن مکان‌های مناسب فرود ایجاد نمود. یک فیلم عکاسی در یکی از پنجره‌های فضاپیما قرار گرفته بود و در هر ثانیه، فریمی از ماه را در زیر خود ضبط می‌کرد. بیل آندرس، ۲۰ ساعت بعدی را صرف عکاسی از اهداف مورد نظر کرد. در پایان مأموریت، خدمه ۷۰۰ عکس از ماه و ۱۵۰ عکس از زمین گرفتند.
در سراسر ساعاتی که فضاپیما با زمین در ارتباط بود، بورمن دربارهٔ چیستی اطلاعات SPS سؤال می‌کرد. او می‌خواست مطمئن شود که این موتور کار می‌کند و می‌تواند در صورت نیاز آنان را به زمین برگرداند. او همچنین دربارهٔ اجازه رفتن یا نرفتن گرفتن پیش از رفتن به پشت ماه پرسید.
زمانی که آن‌ها برای عبور دوم از جلوی ماه ظاهر شدند، خدمه وسایلی را برای پخش منظره سطح آن آماده نمودند. آندرس دهانه‌هایی را که از آن‌ها عبور می‌کردند توصیف می‌نمود. در پایان این دور، آنان مرحله دوم ملحق شدن به مدار ماه را اجرا کردند و در طی آن با استفاده از SPS به مدار ۱۱۲٫۷ در ۱۱۴٫۷ کیلومتری انتقال یافتند.
خدمه در طول دور بعد، به بررسی فضاپیما، مشاهده ماه و عکس گرفتن از آن ادامه دادند. بورمن در طول سومین عبور، بخشی از دعایی را خواند. او تصمیم گرفته بود در کلیسای اسقفی سنت کریستوفر در نزدیکی سیبروک، تگزاس حضور یابد، اما پرواز آپولو ۸ مانع او شد. رود روز، یک فرد مذهبی و مهندس تیم کنترل مأموریت، پیشنهاد کرد که بورمن دعای خود را ضبط کند و در طول حضور خود در کلیسا آن را دوباره پخش کند.
آرتور سی. کلارک در مقدمه رومان خود به نام ۲۰۰۱: اودیسه فضایی می‌گوید، خدمه به او گفتند، «آن‌ها وسوسه شده بوند تا کشف یک سنگ یکپارچه سیاه بزرگ را گزارش دهند،» ولی احتیاط شرط بود.

### طلوع زمین
زمانی که فضاپیما برای چهارمین بار از جلو ماه عبور کرد، خدمه برای اولین بار در طول تاریخ بشر، طلوع زمین را مشاهده کردند (در ۲۳ اوت سال ۱۹۶۶، ماگرد ۱ ناسا، اولین عکس طلوع زمین را در مجاورت ماه گرفت). بورمن برای اولین بار زمین را در افق ماه مشاهده نمود و با هیجان دیگران را صدا زد، و همچنین یک عکس سیاه و سفید از آن گرفت. پس از آن، آندرس عکس مشهورتری را از طلوع زمین گرفت که بعدها به عنوان یکی از ۱۰۰ عکس قرن، در مجله لایف چاپ شد. به دلیل چرخش هم‌زمان ماه و زمین، امکان مشاهده طلوع زمین از روی سطح ماه وجود ندارد. به‌طور کلی طلوع زمین تنها در زمان گردش به دور ماه قابل رویت است.
آندرس عکس‌های بیشتری گرفت و لوول شرایط سفینه را بررسی کرد، و بورمن نیز فرصتی برای استراحت به دست آورد. با وجود صداهای فراوان وس دشواری خوابیدن، بورمن موفق شد دو دور بخوابد، و به‌طور دوره‌ای از خواب بیدار می‌شد تا دربارهٔ شرایطشان سؤال کند. بورمن کاملاً خواب بود، با این وجود، زمانی که او گوش‌هایش می‌شنید، سایر خدمه مرتکب اشتباهاتی می‌شدند. آنان شروع به نفهمیدن سوالات کردند و درخواست نمودند پاسخ‌ها تکرار گردند. بورمن می‌دانست که همه خوابشان می‌آید و در طول سه روز گذشته، خواب راحتی نداشته‌اند. او به آندرس و لوول دستور داد استراحت کنند و بقیه برنامه‌های پرواز و مشاهده را به عقب افکنند. در ابتدا آندرس اعتراض کرد و بیان نمود که خوب است، اما این اظهاریه او نظر بورمن را تغییر نداد. در نهایت آندرس قبول کرد که دوربین اتوماتیک را تنظیم کند تا به جایش عکاسی نماید. بورمن یادآوری کرد پخش تلویزیونی دیگری نیز در راه است و خیل عظیم مردم دوست دارند آنان را هوشیار ببینند. در دو دور بعد، لوول و آندرس خوابیدند و بورمن هدایت سکان را به عهده گرفت. در مأموریت‌های بعدی آپولو، با خوابیدن با برنامه‌ای یکسان از پیش آمدن این شرایط جلوگیری کردند.
زمانی که آن‌ها برای نهمین بار به دور ماه چرخیدند، دومین پخش تلویزیونی آغاز شد. بورمن خدمه را معرفی کرد و هر یک احساس خود را دربارهٔ سطح ماه و گردش به دور آن بیان کردند. برومن آن را «گسترش عظیم و تنهای نیستی» توصیف کرد. سپس آندرس گفت که خدمه پیغامی برای تمام مردم روی زمین دارند. هر یک از افراد بخشی از داستان خلقت بشر را از کتاب سفر پیدایش خواندند. بورمن پخش را با آروزی کریسمسی خوب برای همه به پایان رساند. پیام او خواسته واقعی سه خدمه را از راه دور و مدار ماه خلاصه کرد. بورمن گفت، «از خدمه آپولو ۸، ما با شب خوش، آرزوی موفقیت، کریسمس مبارک و آرزوی الطاف خداوند، برای تمام افراد روی زمین برنامه را به اتمام می‌رسانیم.»
تنها وظیفه باقی‌مانده برای خدمه در این نقطه اجرای تزریق به سمت مدار زمین بود، که برای ۲ و نیم ساعت پس از پخش تلویزیونی برنامه‌ریزی شده بود. این مرحله حیاتی‌ترین بخش پرواز بود، زیرا هر شکستی در احتراق SPS می‌توانست موجب حبس شدن خدمه در مدار ماه شود، و امکان نجات بسیار اندک بود. همانند مانور قبلی خدمه نیاز داشتند آن را در بالای بخش تاریک ماه صورت دهند، جایی که هیچ ارتباطی با زمین وجود نداشت.
روشن شدن به موقع انجام شد. در ۸۹ ساعت و ۲۸ دقیقه و ۳۹ ثانیه، دور سنج فضاپیما زمان دقیق را محاسبه کرد. زمانی که ارتباط رادیویی برقرار شد، لوول بیان کرد، «لطفاً آگاه باشید، بابا نوئل اینجاست،» و در آن زمان عضو حاضر تیم کمکی، کن متینگلی پاسخ داد، «مثبت است، تو جزو بهترین افرادی هستی که می‌شناسم.» فضاپیما در ۲۵ دسامبر، روز کریسمس سفرش به سمت زمین را آغاز کرد.

### هماهنگی مجدد دستی برنامه‌ریزی نشده
بعداً، لوول در وقت بیکاری برخی رویت‌های ناوبری را صورت داد تا سفینه فضایی با استفاده از صفحه‌کلید کامپیوتر، ستارگان بیشتری رویت کند. اما، او به‌طور تصادفی بخشی از حافظه کامپیوتر را پاک کرد که موجب شد واحد اندازه‌گیری ساکن گمان کند سفینه در همان موقعیت قبل از پرتاب و روشن شدن پیشرانه‌ها برای اصلاح اهداف سفینه قرار دارد.
زمانی که خدمه متوجه شدند که کامپیوتر هدف سفینه را تغییر داده است، گمان کردند باید اطلاعات دربارهٔ موقعیت واقعی را دوباره به آن وارد کنند. ۱۰ دقیقه طول کشید تا لوول با استفاده از پیرانه اعداد صحیح را همتراز با ستاره‌های پای شکارچی و شباهنگ (ستاره) تعیین کند، وارد کردن این اطلاعات در کامپوتر نیز ۱۵ دقیقه طول کشید.
۱۶ ماه بعد، در طول مأمورت آپولو ۱۳، در شرایطی دشوارتر و زمانی که IMU سفینه برای ذخیره انرژی خاموش شد، لوول دوباره مجبور گشت هم‌ترازی دستی مشابهی را صورت دهد. او در کتاب خود، ماه گم‌شده: سفر پرمخاطره آپولو ۱۳ بیان کرد، «تجربیات من از آپولو ۸ کارآمد بودند!» او در این کتاب این حادثه را با عنوان «تجربه برنامه‌ریزی‌شده» تشریح کرد که به وسیله خدمه روی زمین خواسته شده بود. او در مصاحبه‌های بعدی آشکار نمود این حادثه تصادفی بوده و اشتباه از او بود.

### بازگشت به زمین و ورود دوباره به جو

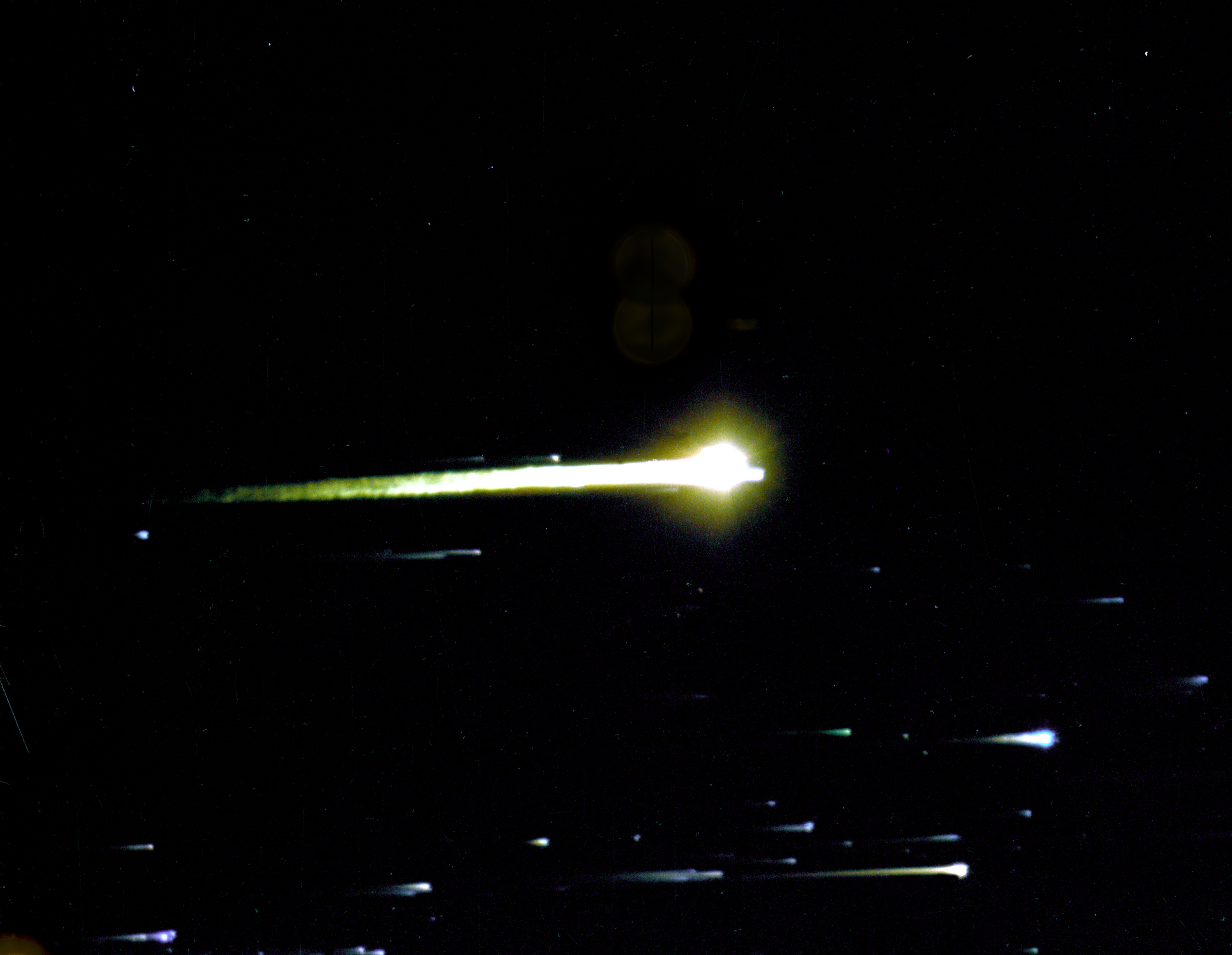
۲۷ دسامبر سال ۱۹۶۸، ورود مجدد

بازگشت به زمین فرصتی برای خدمه فراهم می‌کرد که سفینه را بازبینی کنند. همان‌طور که متخصصان مسیریابی محاسبه کرده بودند، فضاپیما دو روز و نیم بعد از تزریق به سمت زمین وارد جو شدند و در اقیانوس آرام آب‌فرود کردند.
در عصر کریسمس، خدمه پنجمین پخش تلویزیونی را اجرا کردند. آن‌ها اینبار با سیر در فضاپیما نشان دادند که یک فضانورد چگونه در فضا زندگی می‌کند. زمانی که پخش به پایان رسید، آن‌ها داخل قفسه غذا، یک جایزه کوچک از طرف دیک اسلایتون یافتند: شام بوقلمون با چاشنی، در بسته‌بندی مشابه آنچه که سربازان در ویتنام دریافت می‌کردند. غافل‌گیری دیگر سلایتون سه بطری نوشیدنی مینیاتور و براندی بود، اما بورمن به خدمه دستور داد تا قبل از فرود آن‌ها را مصرف نکنند. آن‌ها حتی سال‌ها پس از پرواز، باز نشدند. همچنین هدایای کوچکی از سوی همسران خدمه وجود داشت. فردای آن روز با گذر ۱۲۴ ساعت از شروع مأموریت، آخرین پخش تلویزیونی صورت گرفت و در آن بهترین مناظر زمین، به مدت ۴ دقیقه نشان داده شدند.

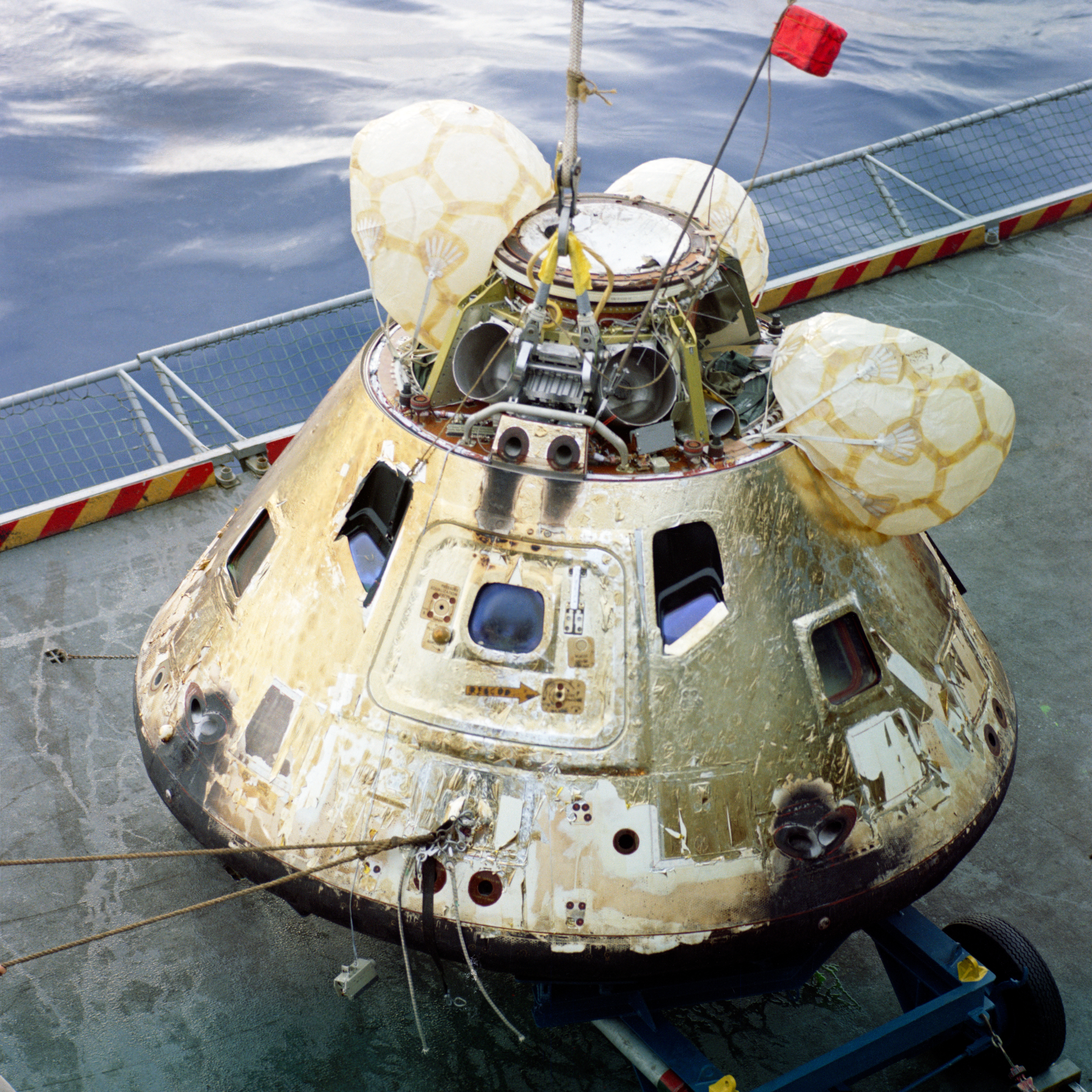
سفینه فرماندهی بر عرشه یواس‌اس یورک‌تون.

خدمه بعد از دو روز بی‌حادثه آماده ورود مجدد به جو زمین شدند. کامپیوتر ورود مجدد را کنترل می‌کرد و خدمه پشت فضاپیما را به سمت زمین تنظیم کردند. اگر کامپیوتر از کار می‌افتاد، بورمن هدایت را در اختیار می‌گرفت.
زمانی که سفینه فرماندهی از سفینه خدمات جدا شد، فضانوردان دستور ورود مجدد را گرفتند. خدمه، شش دقیقه قبل از برخورد با بالای جو زمین، ماه را در حال طلوع در افق زمین دیدند، متخصصان مسیریابی به‌طور دقیق آن را پیش‌بینی کرده بودند. با ورود فضاپیما به جو خارجی، و درخشش پلاسمای اطراف فضاپیما، آن‌ها متوجه مه‌دار شدن فضای خارج شدند. فضاپیما شروع به کاهش سرعت کرد و شتاب آن به منفی ۵۹ متر بر ثانیه رسید. با وجود کامپیوتری که با توجه به هدف فضاپیما، سرعت را کاهش می‌داد، آپولو ۸ با نزدیک شدن به اقیانوس، شبیه سنگی گداخته شد. در ارتفاع ۹٫۱ کیلومتری، چتر نجات، فضاپیما را پایدار کرد، و در ارتفاع ۳ کیلومتری تعداد چترها به سه چتر افزایش یافت. موقعیت دقیق آب‌فرود به‌طور رسمی در ۸°۸′N 165°۱′W در شمال اقیانوس آرام و جنوب هاوایی اعلام شد.
زمانی که فضاپیما به آب برخورد کرد، چترهای نجات سفینه را کشیدند و آن را وارونه کردند، که به این حالت، موقعیت پایدار ۲ گویند. شش دقیقه بعد، سفینه فرماندهی به وسیله سیستمی متورم، به حالت درست خود بازگشت. به دلیل اینکه میزان تورم ۳ متر بود، بورمن بیمار شد، و منتظر سه بالن شناور ماند تا فضاپیما را صاف کنند. ۴۳ دقیقه پس از برخورد سفینه با دریا، اولین غواص از یواس‌اس یورک‌تون (سی‌وی-۱۰) به صحنه رسید. ۴۵ دقیقه بعد، خدمه، با ایمنی کامل بر روی عرشه نام هواپیمابر قرار گرفتند.

## اهمیت تاریخی
- آپولو ۸ در سال ۱۹۶۸ انجام شد، سالی که مملو از رویدادهای انقلابی در ایالات متحده آمریکا و سراسر جهان بود.[۴۶] اگرچه این سال شاهد، ترورهای سیاسی، آشفتگی‌های خیابانی در اروپا و آمریکا، و بهار پراگ بود، مجله تایم خدمه آپولو ۸ را به عنوان مرد سال برگزید، و شناسایی کرد که این افراد بیشترین تأثیر را بر رویدادهای سال سپری شده داشتند. آن‌ها اولین افرادی بودند که از تأثیر گرانش زمین خارج شدند و به دو یک جرم آسمانی دیگر گردیدند.[۴۷] آن‌ها مأموریتی را به پایان رساندند که حتی خدمه نیز تنها شانس موفقیت ۵۰–۵۰ را بدان می‌دادند. تأثیر آپولو ۸ در به وسیله این تلگرامی که بورمن دریافت کرده‌است معلوم می‌شود، «از تو متشکریم آپولو ۸. تو سال ۱۹۶۸ را نجات دادی.»[۴۸]

- یکی از مشهورترین بخش‌های پرواز، عکسی از طلوع زمین است که خدمه در چهارمین دور خود آن را تهیه کردند.[۴۹] این تصویر نخستین عکسی است که بشر از پشت دوربین آن را گرفته، و نقشی الهام بخش در اولین روز زمین در سال ۱۹۷۰ داشته‌است.[۵۰] این عکس جز صد عکسی است که از سوی مجله لایف به عنوان تغییردهندگان جهان انتخاب شده‌اند.[۵۱] مایکل کالینز، فضاپیمای آپولو ۱۱ بیان کرده‌است، «اهمیت آپولو ۸ از همه مأموریت‌ها بیشتر است.»[۵۲] همچنین بسیاری از مورخان فضایی مانند روبرت پوله معتقد اند آپولو ۸ از نظر تاریخی مهم‌ترین مأموریت آپولو بوده‌است.

- این مأموریت، از زمان اولین پرواز مداری آمریکا، یعنی مرکوری-اطلس ۶ توسط جان گلن در سال ۱۹۶۲، بیشترین پوشش را از سوی رسانه‌های جمعی به خود جلب کرد. ۱۲۰۰ مجله این مأموریت را پوشش دادند و بی‌بی‌سی آن را در ۵۴ کشور و به ۱۵ زبان مختلف پخش نمود. مجله پراودای شوروی، گفته‌ای را از زبان بوریس نیکولوویچ پتروف، رئیس برنامه فضایی اینترکسموس شوروی منتشر کرد، او ایم مأموریت را این‌گونه توصیف نمود، «دستاورد ممتاز علم و تکنولوژی فضایی آمریکا.»[۵۳] مطابق برآوردها، یک‌چهارم مردم جهان، برنامه شب کریسمس را که در طول نهمین دور ماه انتقال یافت (زنده یا با تأخیر) مشاهده کرده‌اند.[۵۴] پخش آپولو ۸، جایزه امی را که بالاترین عنوان آکادمی هنرهای تلویزیون و علم بود پخش کرد.[۵۵]

- مادالین ماری اهر، که یک خدا ناباور بود، به دلیل خواندن سفر پیدایش، شکایتی علیه ناسا تنظیم کرد.[۵۶] اهر خیال می‌کرد که فضانوردان آمریکایی (که کارکنان دولت بودند)، به دلیل دعا در فضا، مجازات شوند. اگرچه این ادعا توسط دیوان عالی ایالات متحده رد شد،[۵۷] اما موجب شد که ناسا در سراسر مأموریت‌های بعدی آپولو از موضوعات مذهبی پرهیز کند. در مأموریت آپولو ۱۱، باز آلدرین، خودش، عشای ربانی پرسبیتری را پس از فرود، در سطح ماه خواند؛[۵۸] او برای چند سال از عمومی کردن این موضوع خودداری کرد و بعداً به آن اشاره نمود.

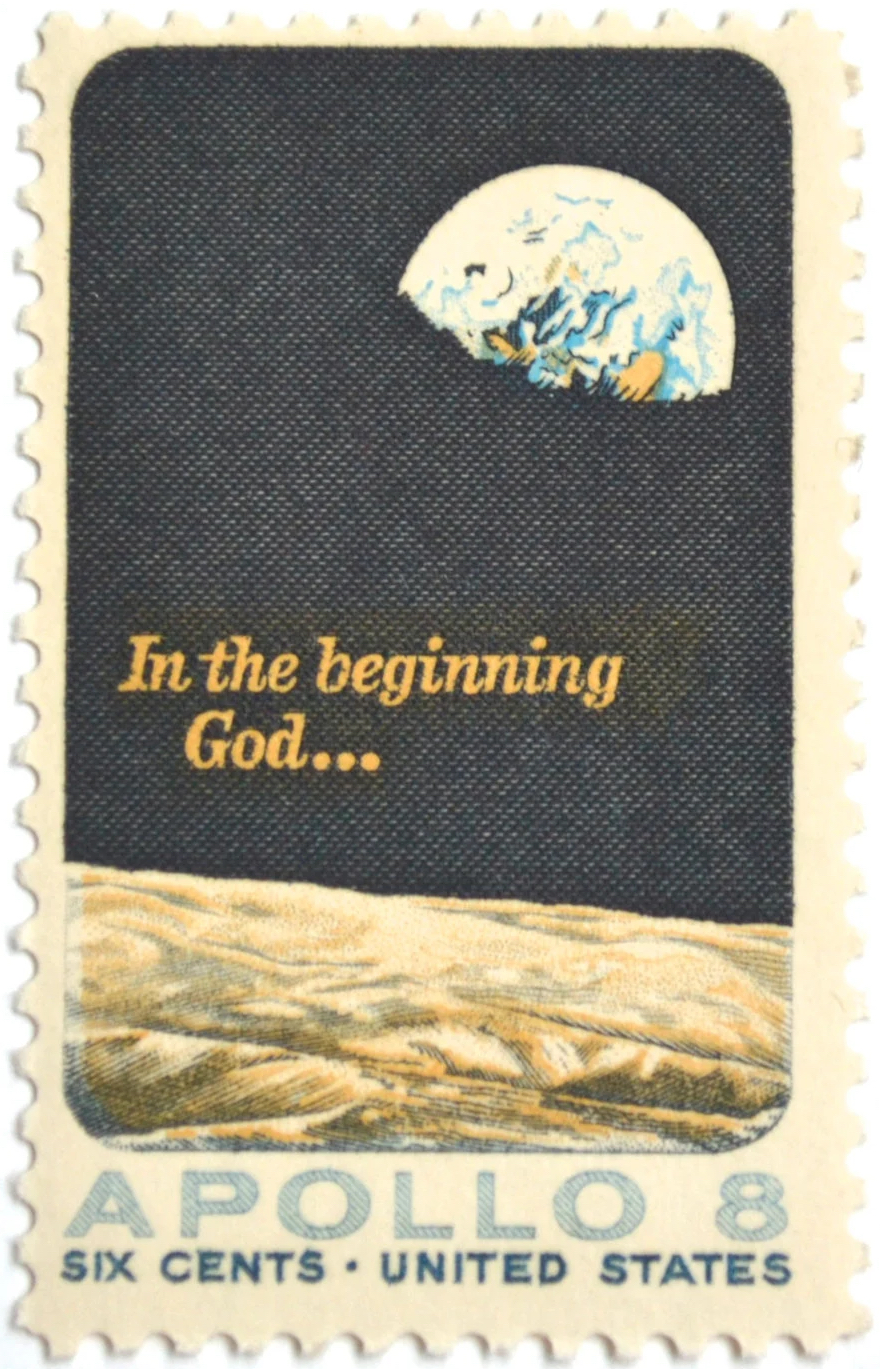
تمبر یادبود آپولو ۸

- در سال ۱۹۶۹، خدمات پست ایالات متحده آمریکا، تمبری پستی را به بزرگداشت پرواز آپولو ۸ در مدار ماه، ایجاد نمود. این تمبر جزئیات عکس مشهور آندرس از طلوع زمین را نشان می‌داد که در کنار آن عبارت «در شروع، خداوند…» درج شده بود.[۵۹] تنها ۱۸ روز پس از بازگشت خدمه به زمین، آنان در افتتاحیه سوپر باول ۱۹۶۹ حضور یافتند، و قبل از سرود ملی آمریکا، تعهد تابعیت را دکلمه کردند.[۶۰]

## مکان فضاپیما
در ژانویه سال ۱۹۷۰، فضاپیما، به اوسکا در ژاپن رسید، تا در نمایشگاه اکسپو ۷۰ در معرض دید عموم قرار گیرد. این فضاپیما اکنون در موزه علم و صنعت شیکاگو قرار دارد، که همراه آن وسایل شخصی لوول و لباس فضایی بورمن نیز قرار دارند. لباس فضایی جیم لوول، در آپولو ۸، در مرکز ملاقات مرکز تحقیقات گلن ناسا قرار دارد. لباس فضایی بیل آندرس نیز در موزه علم لندن در انگلستان است.

## در فیلم
مأموریت تاریخی آپولو ۸، تاکنون به شکل‌های مختلف، هم مستند و هم تخیلی، مورد توجه فیلم‌سازان قرار گرفته‌است. ناسا در مستند خود به نام "پرسش کردن: آپولو ۸"، انتقالات تلویزیونی متنوع و فیلم ۱۶ میلی‌متری را گردآوری کرد، بورگس مریدیت در این فیلم نقش بازی کرده‌است. در سال ۲۰۰۳، فیلم‌های فضاپیما، یک مجموعه حاوی سه دی‌وی‌دی را متشکل از تمام انتقالات تلویزیونی از فضا، فیلم‌های آموزشی و پرتاب، و تمام عکس‌های گرفته شده در طول پرواز عرضه کرد. بخشی از مأموریت آپولو ۸ در مستند برای تمام نوع بشر در سال ۱۹۸۹ دیده می‌شود که برنده جایزه مستند گرند جوری در جشنواره فیلم ساندنس شد. مأموریت آپولو ۸ به خوبی در مستند بریتانیایی در سایه ماه در سال ۲۰۰۷ نشان داده شده‌است.
پخش آپولو ۸، در سری کوتاه از زمین تا ماه و در قسمت "۱۹۶۸"، درماتیک شد. همچنین مرحله S-IVB آپولو ۸ در قسمت «کشمکش» سریال یواف‌او در سال ۱۹۷۰ با یک دستگاه بیگانه جایگزین شد.
در بخش ساترن ۵ مجتمع بازدیدکنندگان مرکز فضایی کندی، تاریخچه برنامه فضایی آمریکا تا پرتاب آپولو ۸ وجود دارد که به شکل چند رسانه‌ای پخش می‌شود و همچنین پنل‌های کنترل مورد استفاده در مرکز کنترل پرتاب را نشان می‌دهد.